# Triângulo rosa

O Triângulo Rosa

O triângulo rosa (Alemão: rosa Winkel) foi um dos símbolos usados nos campos de concentração nazistas, criado para identificar homens homossexuais ou pessoas trans designadas homens. Durante as décadas de 1970 e 1980, o símbolo foi ressignificado como um emblema de resistência contra a homofobia e a repressão às dissidências sexuais e de gênero. Desde então, tornou-se um ícone do movimento LGBTQIA+, associado ao orgulho e à luta por direitos civis.
A ressignificação do triângulo rosa ocorreu por meio de sua apropriação em diversas manifestações gráficas e contextos históricos. O símbolo passou a ser utilizado como representação da luta política e da memória coletiva das dissidências sexuais e de gênero nos Estados Unidos e na Europa. No Brasil, sua incorporação aconteceu a partir da década de 1970, especialmente entre grupos que eram chamados de "invertidos sexuais". Esse processo reflete a construção de uma memória gráfica transnacional, que, apesar de apagamentos e interrupções, permanece presente em diferentes frentes de mobilização política queer.

## Contexto histórico

### O triângulo no nazismo
Na Alemanha Nazista, os campos de concentração utilizavam um sistema de marcação com triângulos coloridos para categorizar os prisioneiros de acordo com os motivos de sua detenção. Esses símbolos, confeccionados em tecido, eram costurados nos uniformes dos detentos como forma de segregação e controle.
O triângulo com a ponta voltada para baixo foi uma das principais formas de identificação utilizadas pelos nazistas. Sua aplicação teve inspiração na estrela de Davi (composta por dois triângulos entrelaçados), que já havia sido transformada em um símbolo de marginalização dos judeus. Além disso, no alfabeto sagrado grego, o triângulo para baixo simbolizava a vulva da "Mãe Delta". Considerando a ideologia nazista, marcada pelo antissemitismo e pelo desprezo ao feminino, a apropriação desse símbolo para estigmatizar determinados grupos reforça seu caráter discriminatório.
Os triângulos foram divididos por cores, cada uma representando uma categoria de prisioneiros. O triângulo rosa foi utilizado para identificar homens homossexuais, mulheres trans e indivíduos acusados de crimes como pedofilia, zoofilia e estupro. Já o triângulo preto era atribuído a pessoas rotuladas como feministas, lésbicas, anarquistas, alcoólatras ou trabalhadoras do sexo. No caso dos prisioneiros judeus, um segundo triângulo amarelo era sobreposto ao rosa, formando uma estrela de Davi para indicar sua dupla condição.
Inicialmente, homens homossexuais eram identificados de diferentes formas, podendo receber um triângulo verde (utilizado para criminosos), um vermelho (reservado a prisioneiros políticos) ou apenas um número 175, em referência ao parágrafo 175 do Código Penal Alemão, que criminalizava a homossexualidade masculina. Com o avanço da perseguição sistemática, os nazistas passaram a adotar exclusivamente o triângulo rosa para marcar esses prisioneiros.
O sistema de identificação por triângulos não apenas categorizava os prisioneiros, mas também reforçava a hierarquia de opressão dentro dos campos de concentração, contribuindo para a estigmatização e o tratamento diferenciado de cada grupo.

### Perseguição pós-nazista
Mesmo após o fim da Segunda Guerra Mundial e a ocupação aliada da Alemanha, as leis nazistas que criminalizavam a homossexualidade permaneceram em vigor. Muitos dos homens que haviam sido presos por homossexualidade nos campos de concentração nazistas foram posteriormente reencarcerados pela recém-formada República Federal da Alemanha (Alemanha Ocidental), estabelecida pelos Aliados.
Um dos casos mais emblemáticos desse período foi o de Heinz Dörmer, um homem homossexual que, após sobreviver a um campo de concentração nazista, foi novamente preso pelo governo alemão do pós-guerra, passando quase uma década no sistema carcerário.
As leis que criminalizavam a homossexualidade masculina foram gradualmente revogadas. Na Alemanha Oriental, a descriminalização ocorreu em 1968, enquanto na Alemanha Ocidental o Parágrafo 175 foi reformado em 1969, limitando a criminalização a atos sexuais entre homens menores de 21 anos. No entanto, a homossexualidade masculina permaneceu ilegal na Alemanha Ocidental até a revogação total do Parágrafo 175 em 1994, embora as prisões já fossem raras nas últimas décadas.

### Prisões
Durante o regime nazista (1933-1945), estima-se que entre 50.000 e 63.000 homens gays tenham sido presos devido à aplicação rigorosa do Parágrafo 175 do Código Penal Alemão, que criminalizava relações sexuais entre homens. Desses, milhares foram enviados para campos de concentração, onde eram identificados com o triângulo. Nesses locais, enfrentaram condições extremas, incluindo trabalhos forçados, torturas, experimentos médicos e execuções. A taxa de mortalidade entre prisioneiros gays era alta, devido à brutalidade nazista e à negligência sistemática. Após a guerra, a perseguição legal continuou, e muitos sobreviventes não foram reconhecidos como vítimas do Holocausto até décadas depois.

### Uso do triângulo no Brasil

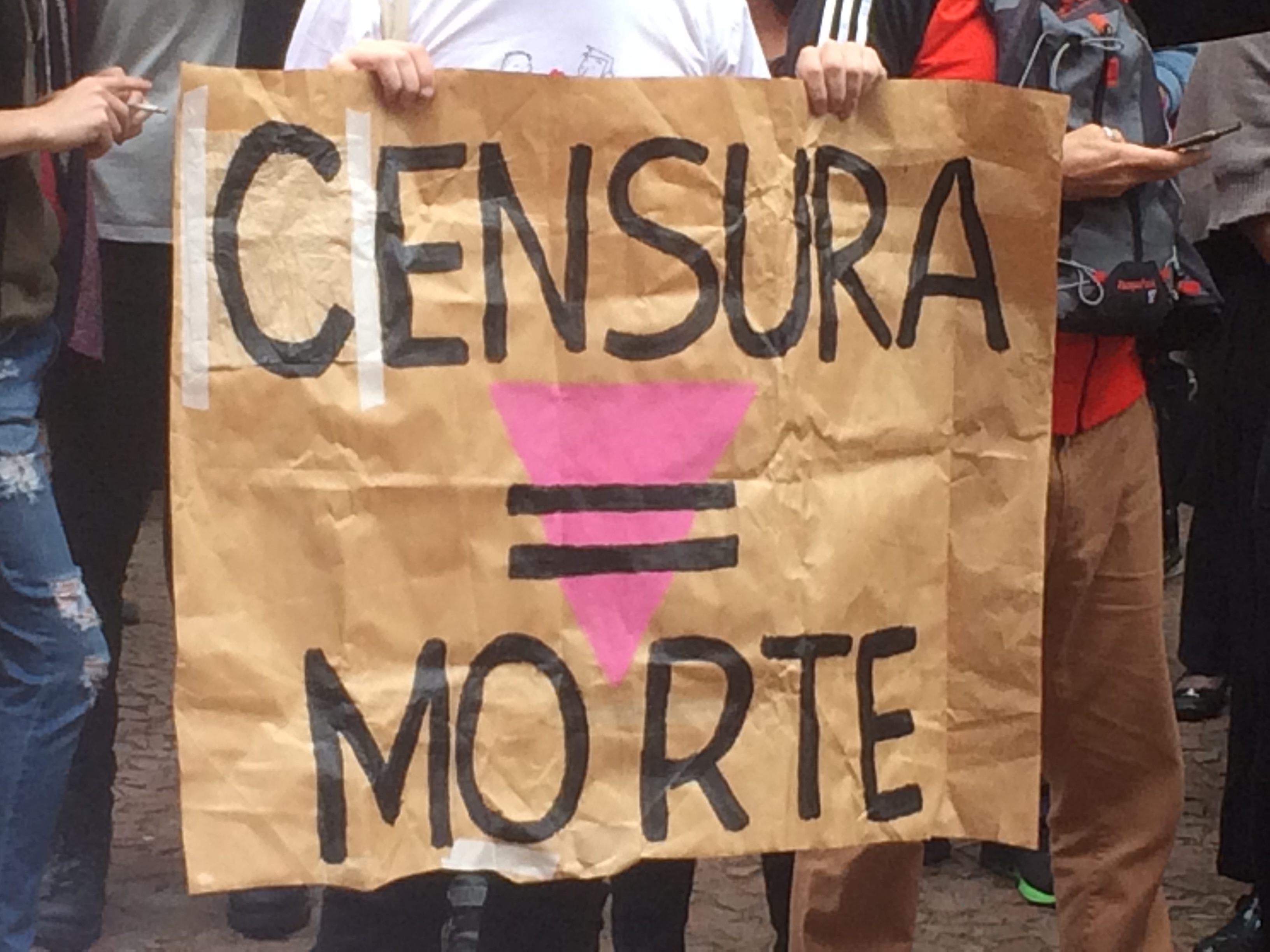
Cartaz de protesto inspirado no cartaz do ACTUP (Silêncio = Morte) contra a censura e fechamento da mostra Queermuseu no Santander Cultural em 2017 em Porto Alegre.

Durante as décadas de 1960 e 1970, o Brasil vivenciou um período de intensa repressão sob a ditadura militar (1964-1985). Movimentos conservadores, como a "Marcha da Família com Deus pela Liberdade" em 1964, reforçaram o apoio ao regime, que após o Ato Institucional nº 5 (AI-5) em 1968 endureceu a repressão contra dissidentes políticos e minorias sociais, incluindo pessoas LGBTQIA+.
Apesar do cenário adverso, a década de 1970 marcou o início da organização política do movimento homossexual no Brasil. O jornal O Lampião da Esquina, fundado em 1978, foi um dos primeiros veículos a mencionar o triângulo rosa em debates sobre a opressão e resistência da população LGBTQIA+. No mesmo ano, foi criado o grupo Somos, a primeira organização voltada para a luta pelos direitos de pessoas LGBTQIA+ em São Paulo.
Nos anos 1980, com o processo de redemocratização e o fim da ditadura, os movimentos LGBTQIA+ ganharam força. Jornais independentes, como Chanacomchana, voltado para mulheres lésbicas, ampliaram o debate sobre diversidade sexual. Novas organizações foram fundadas, incluindo o Grupo Gay da Bahia (1980), um dos primeiros do país a documentar e denunciar a violência contra a população LGBTQIA+. A epidemia de AIDS tornou-se uma pauta central, impulsionando a criação do Grupo Triângulo Rosa (1985), que atuava na conscientização e no enfrentamento ao preconceito contra pessoas vivendo com HIV/AIDS. Durante esse período, ativistas começaram a ocupar espaços institucionais, promovendo discussões sobre direitos civis e cidadania LGBTQIA+. No entanto, o período também foi marcado por forte repressão, como a perseguição sistemática contra travestis em São Paulo liderada pelo delegado Richetti.
Nas décadas seguintes, o movimento LGBTQIA+ consolidou-se como uma força política e social no Brasil. A luta por direitos, como o reconhecimento legal das uniões homoafetivas e a criminalização da LGBTfobia, resultou em avanços jurídicos e sociais. O triângulo rosa foi incorporado por organizações não governamentais e movimentos sociais como um símbolo de resistência e memória da luta contra a opressão de minorias sexuais e de gênero no país.

## Símbolo dos direitos dos homossexuais

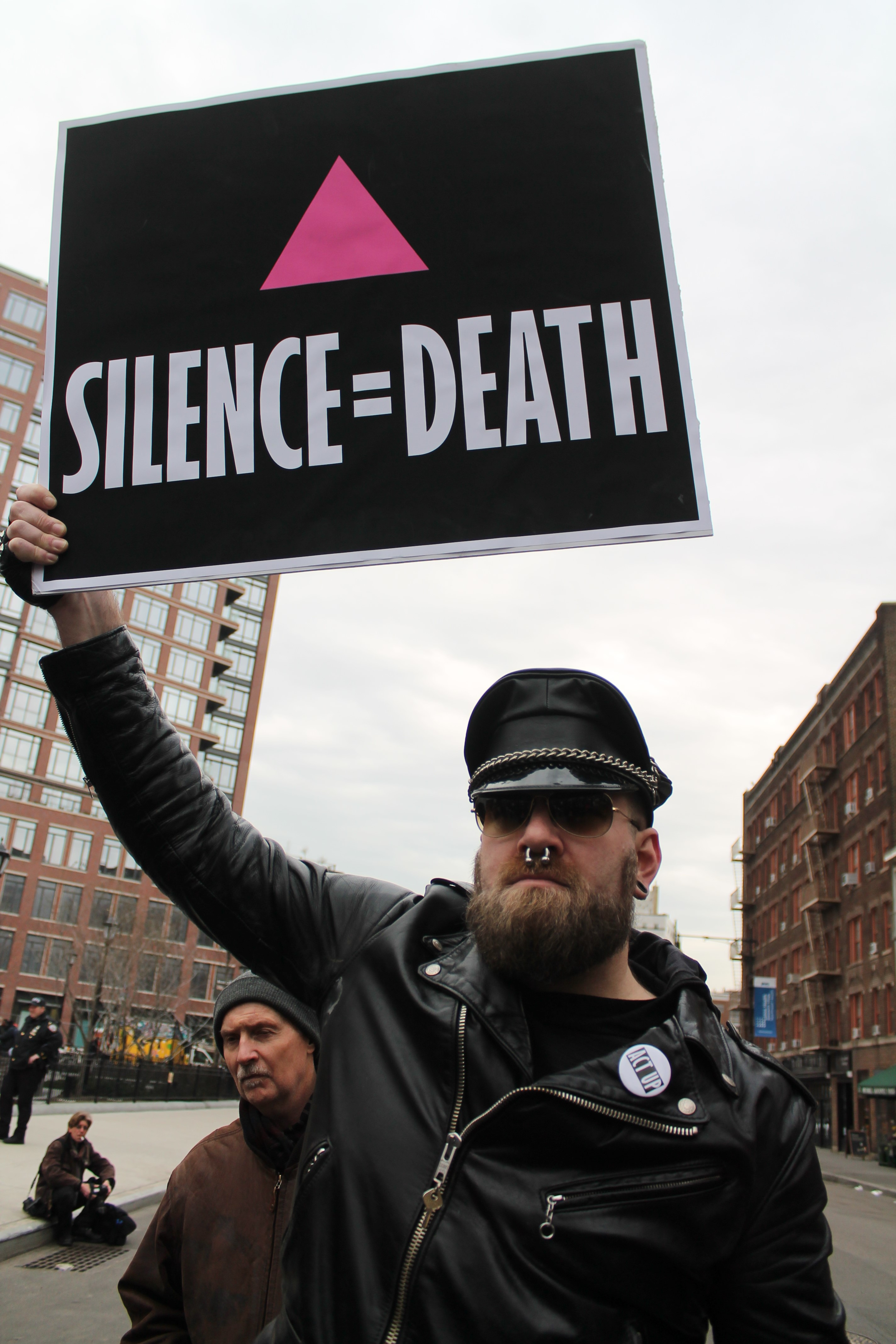
Um ativista gay da ACT UP, usando o simbolo do Triângulo Rosa em um protesto.

### Ressignificação e Identidade Gay
Na década de 1970, vários ativistas do movimento de libertação gay na Europa e nos EUA começaram a usar o triângulo rosa como um símbolo de resistência e para aumentar a conscientização sobre seu uso na Alemanha nazista. Impulsionados pelo livro de memórias do sobrevivente do campo de concentração gay, Heinz Heger.
Em 1973, o grupo alemão gay, Homosexuelle Aktion Westberlin fez um apelo para que os homens gays lembrassem do simbolo e o usassem como um memorial às vítimas anteriores e protestassem contra a discriminação contínua direcionada a comunidade gay.
Na década de 1980, o triângulo rosa foi cada vez mais usado não apenas como um memorial, mas também como um simbolo positivo de resistência e identidade pessoal entre homens gays, sendo usado em movimentos sociais, paradas e manifestações políticas. Também era usado de forma individual por homens gays, muitas vezes de forma discreta ou ambígua, como uma especie código "interno" desconhecido para o público em geral. Foi usado de tal forma principalmente por gays que viviam em países ou lares homofóbicos para se identificar e socializar com outros homens gays.

### ACT UP
Em 1987, foi criada por seis ativistas gays em Nova York a AIDS Coalition To Unleash Power (ACT UP)  e para chamar a atenção para o impacto desproporcional da doença sobre homens gays, combater os preconceitos e a demonização da comunidade gay masculina, que era sumariamente associada a doença, promover pesquisas e estudos sobre o tema e exigir direitos civis e médicos para os infectados. Apontando para a homofobia da classe política e também da própria comunidade médica.
O grupo adotou um triângulo rosa apontando para cima em um campo preto junto com o slogan" "SILENCE = DEATH" como seu logo.

## Monumentos e memoriais
O triângulo rosa foi incorporado em diversos monumentos e memoriais ao redor do mundo para homenagear as vítimas LGBTQIA+ perseguidas durante o regime nazista e lembrar a luta contínua contra a discriminação. Alguns dos principais memoriais incluem:

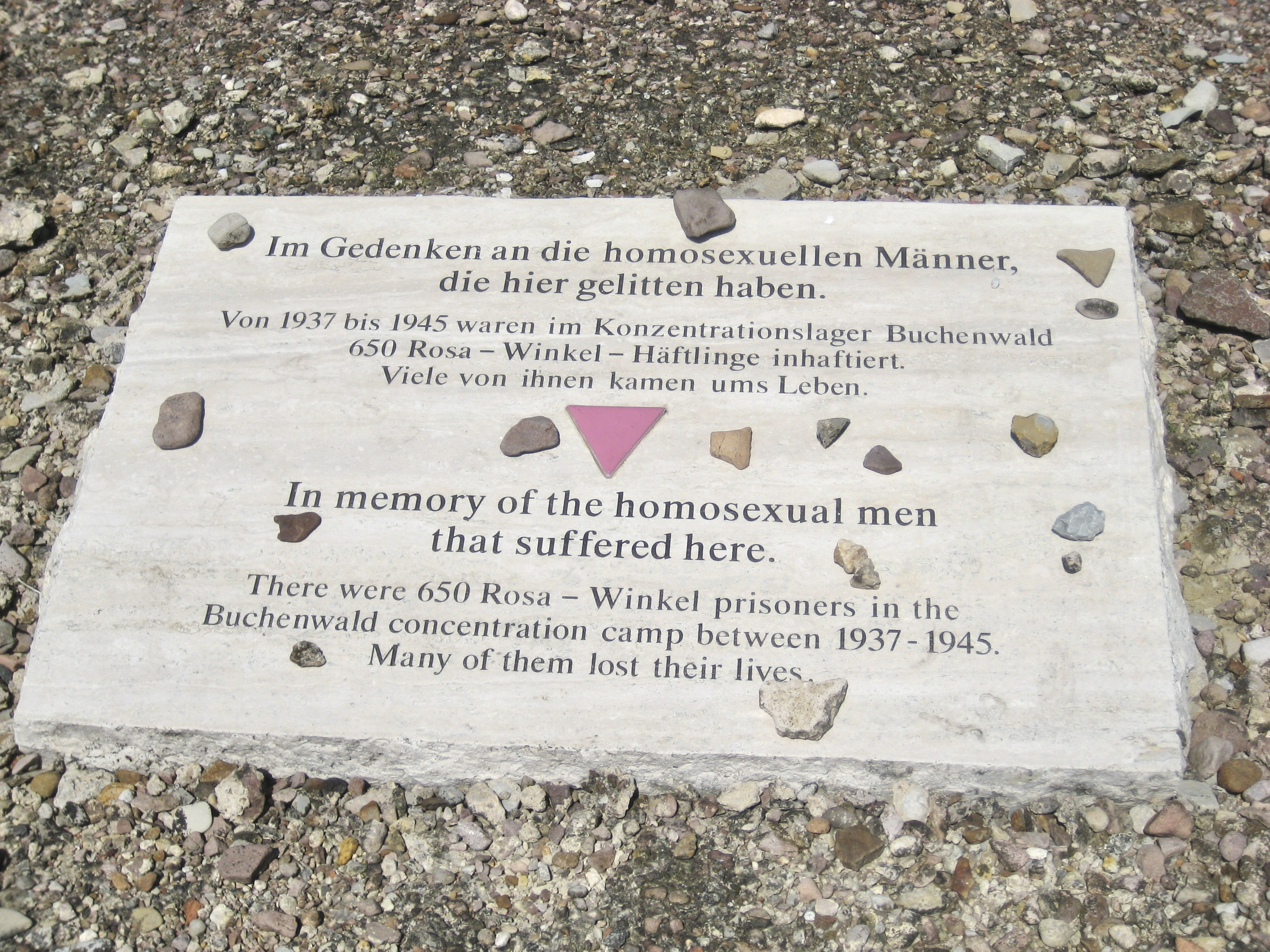
Memorial do triângulo rosa (Rosa Winkel em alemão) pelos gays mortos em Buchenwald, na Alemanha
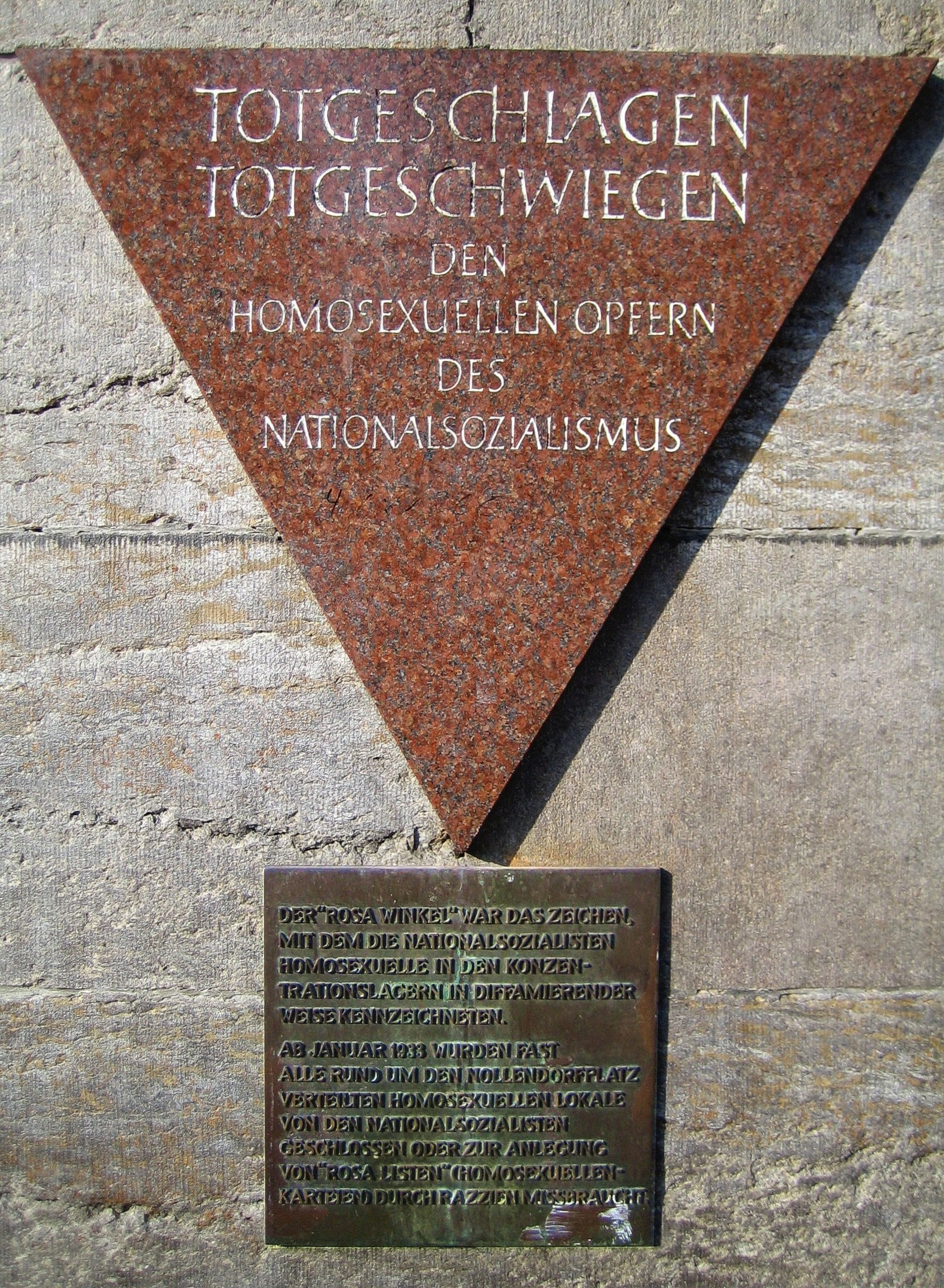
Memorial em homenagem aos homens homossexuais mortos pelo Nazismo, em uma estação de metrô em Berlin.
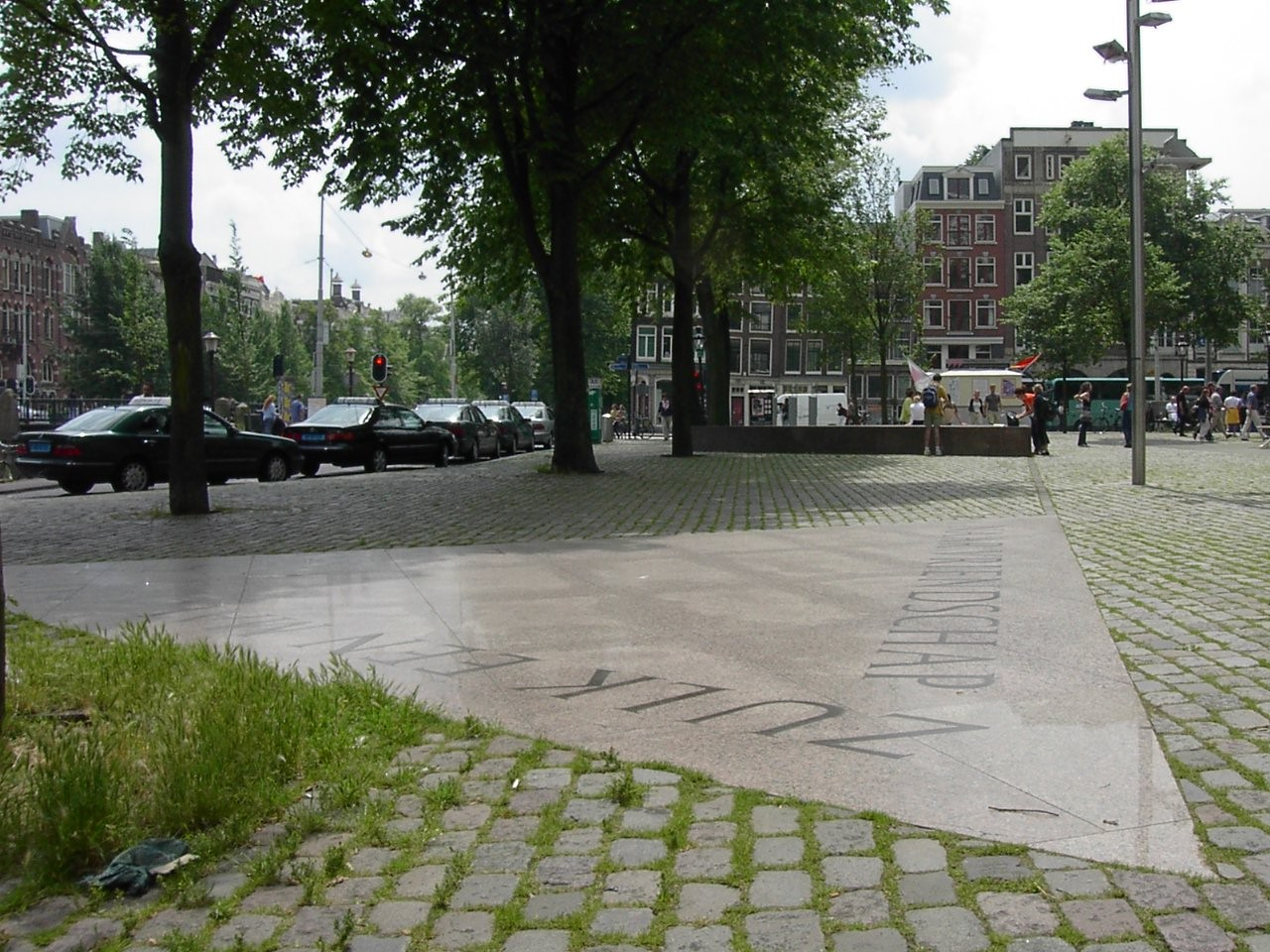
O Homomonumento de Amsterdã
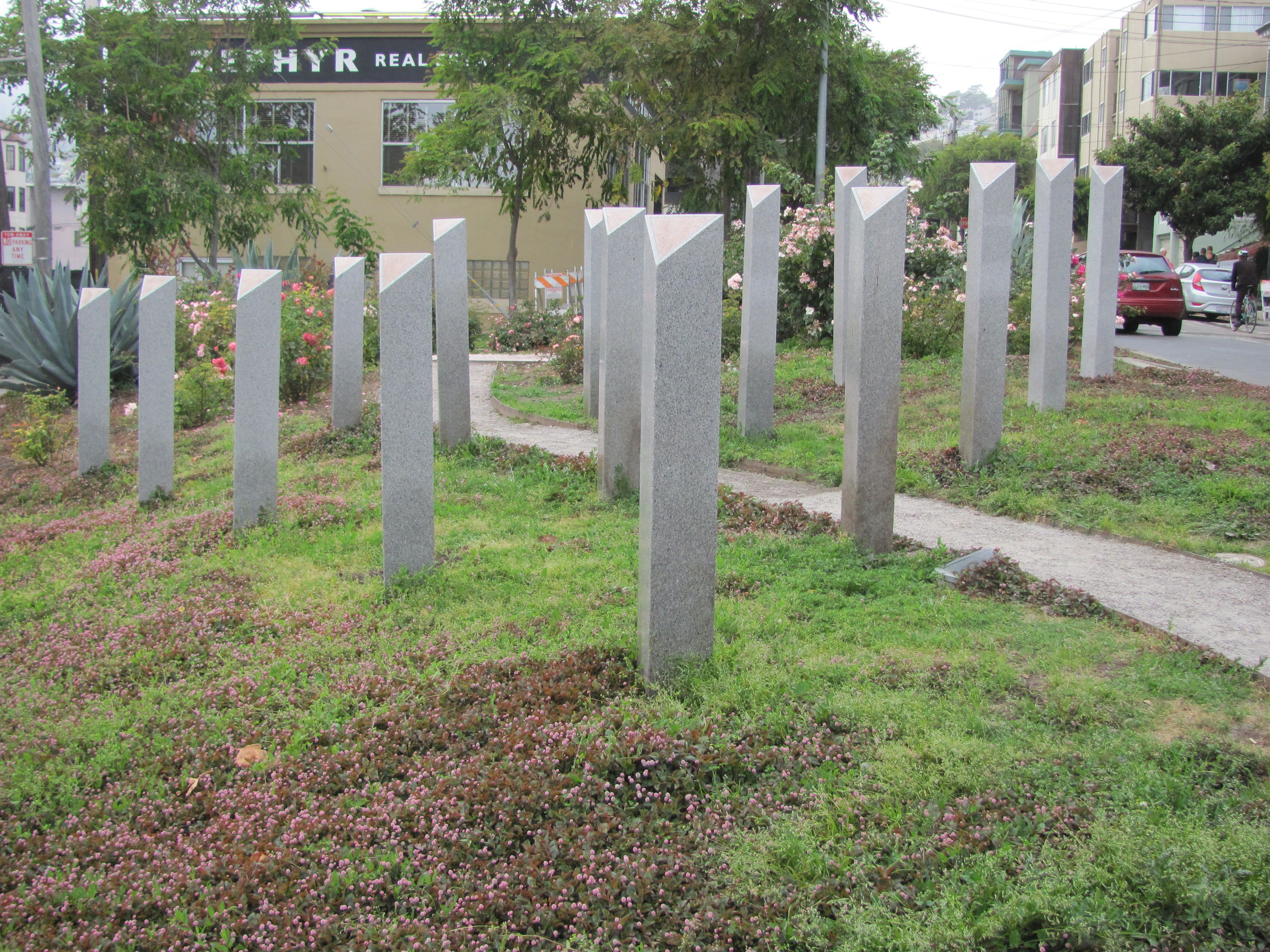
O Pink Triangle Park, em São Francisco
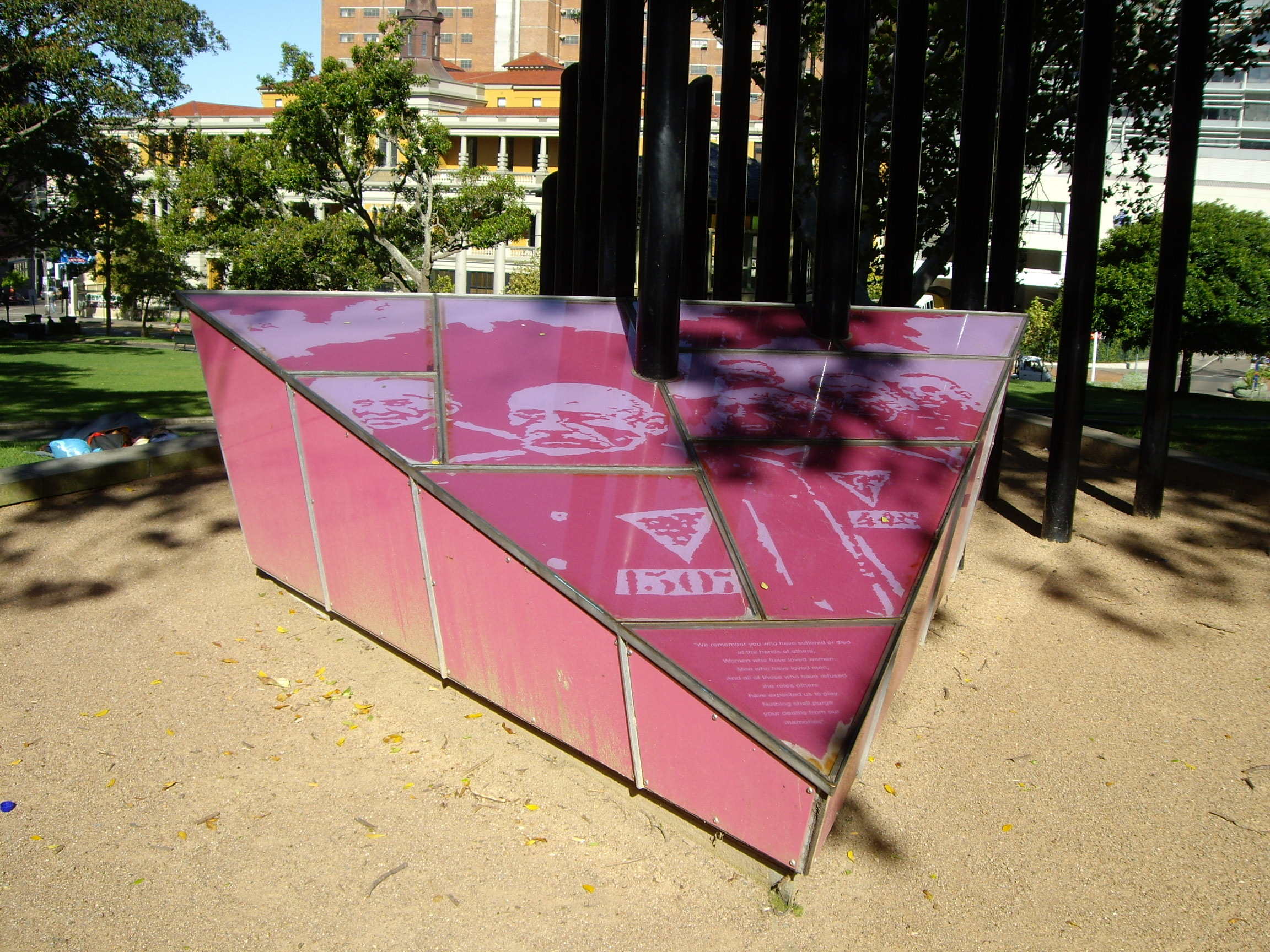
Triângulo rosa em Sydney
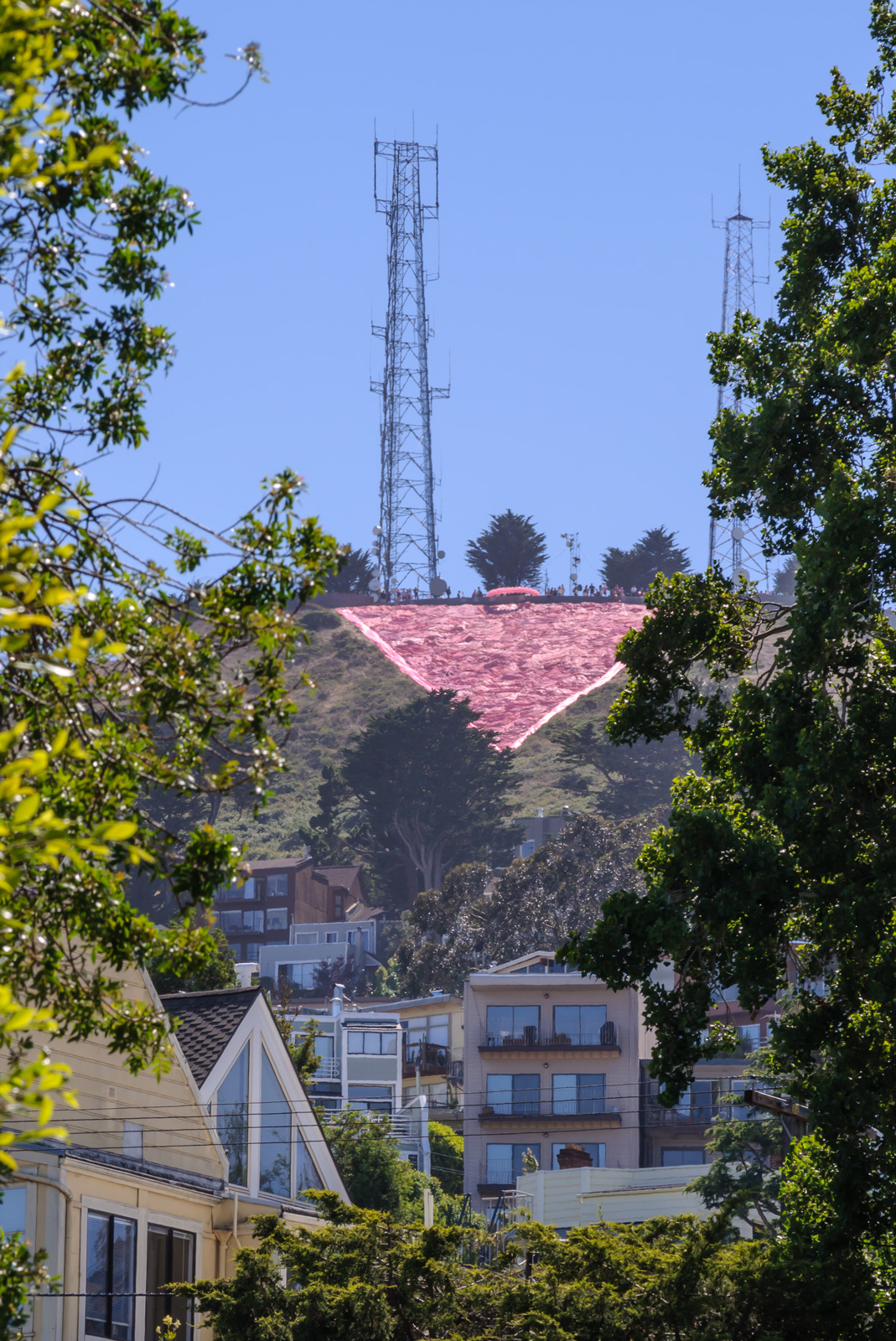
Triângulo rosa em Twin Peaks
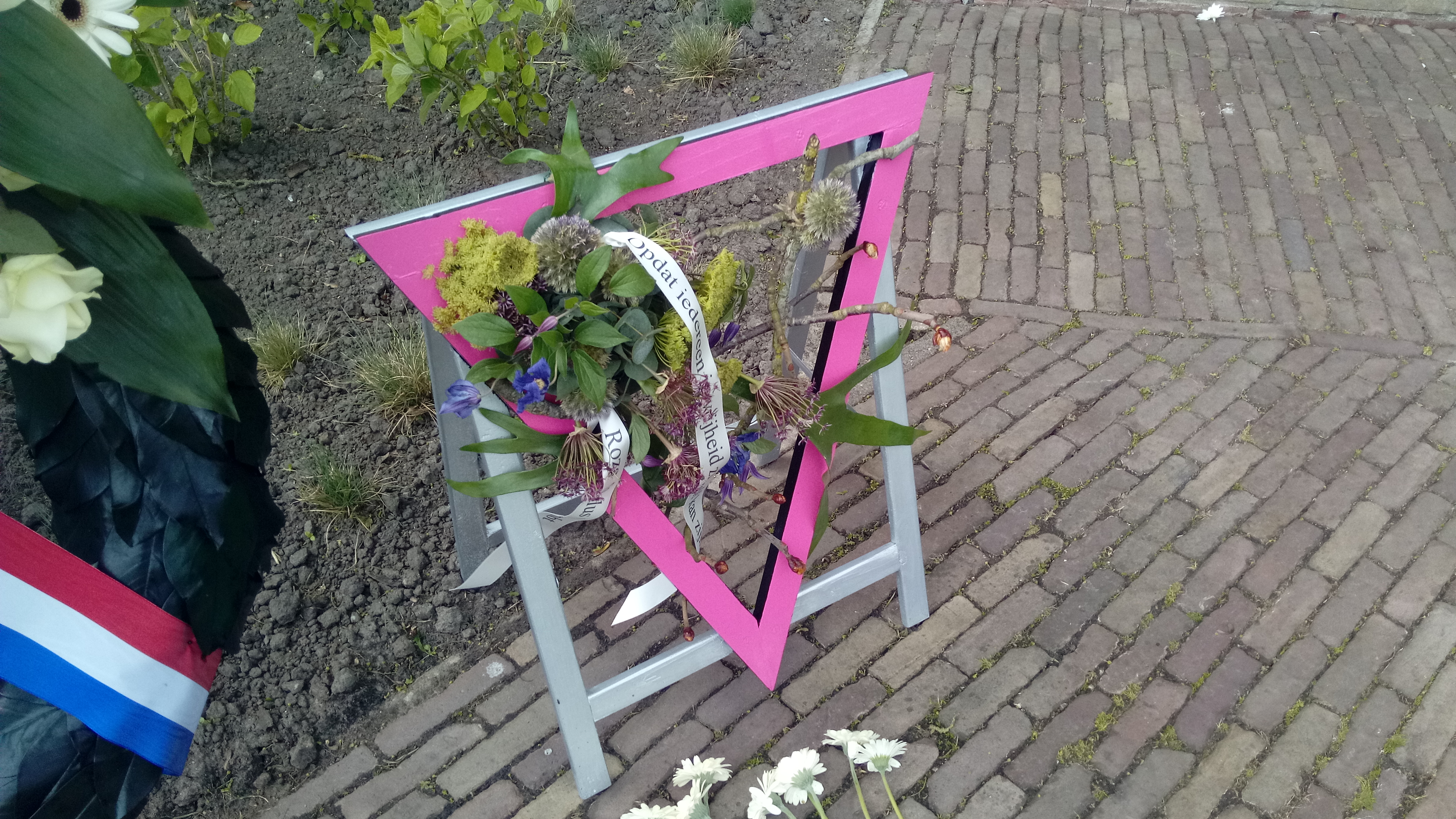
Monumento para o Dia da Libertação, Winschoten
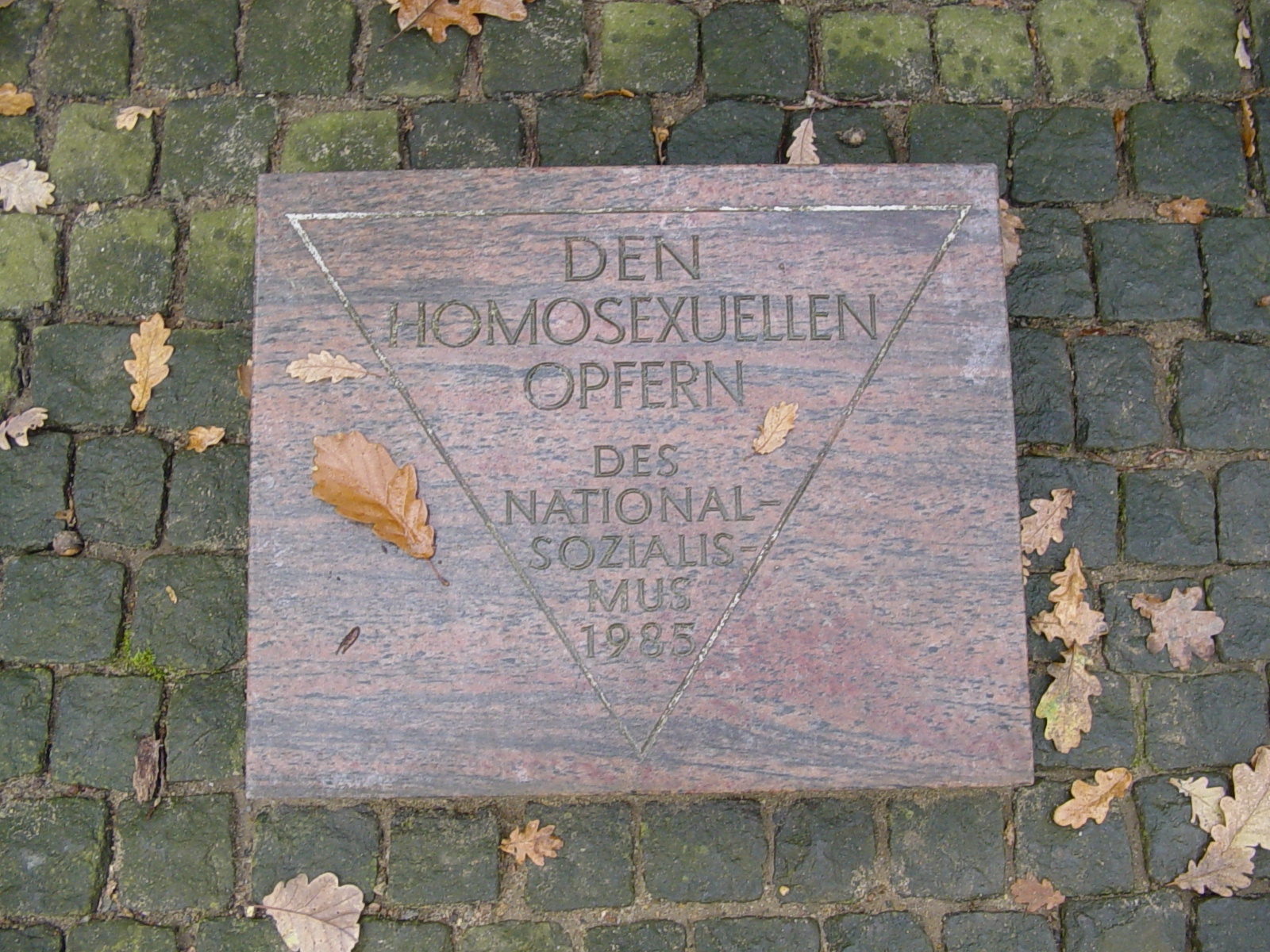
Triângulo rosa, Neuengamme
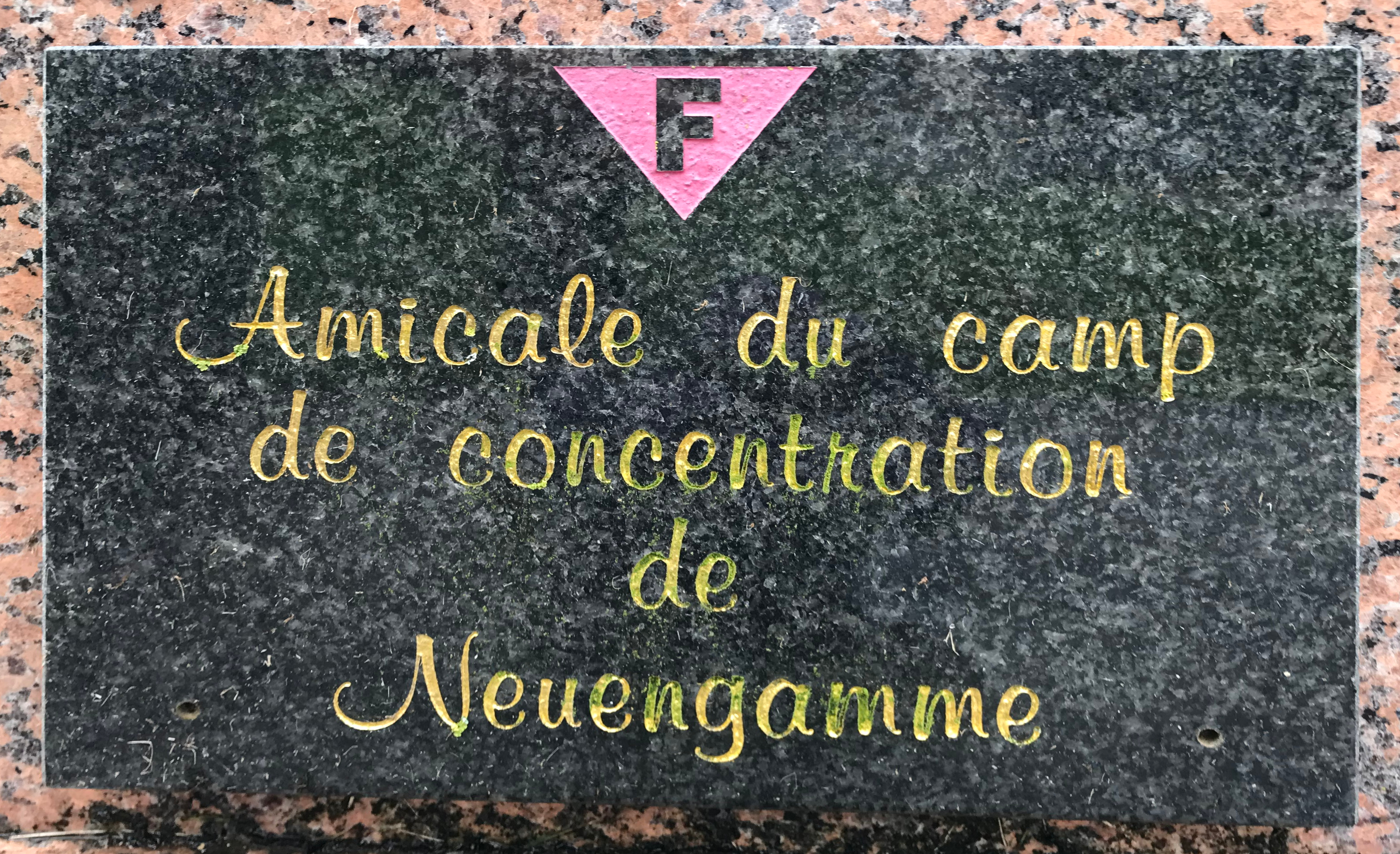
Placa do campo de concentração de Neuengamme
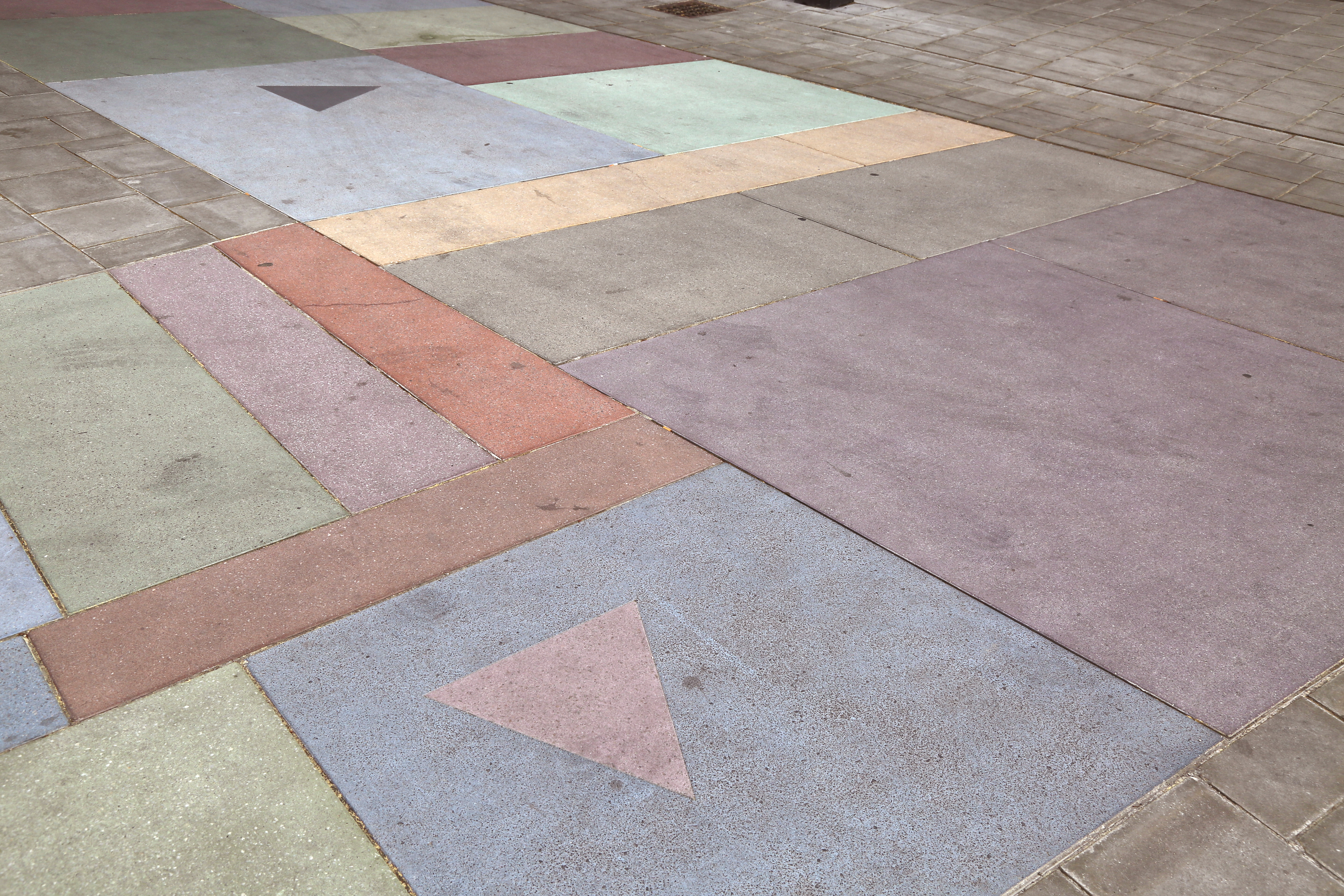
Memorial às lésbicas e gays perseguidos durante a era nazista, Munique
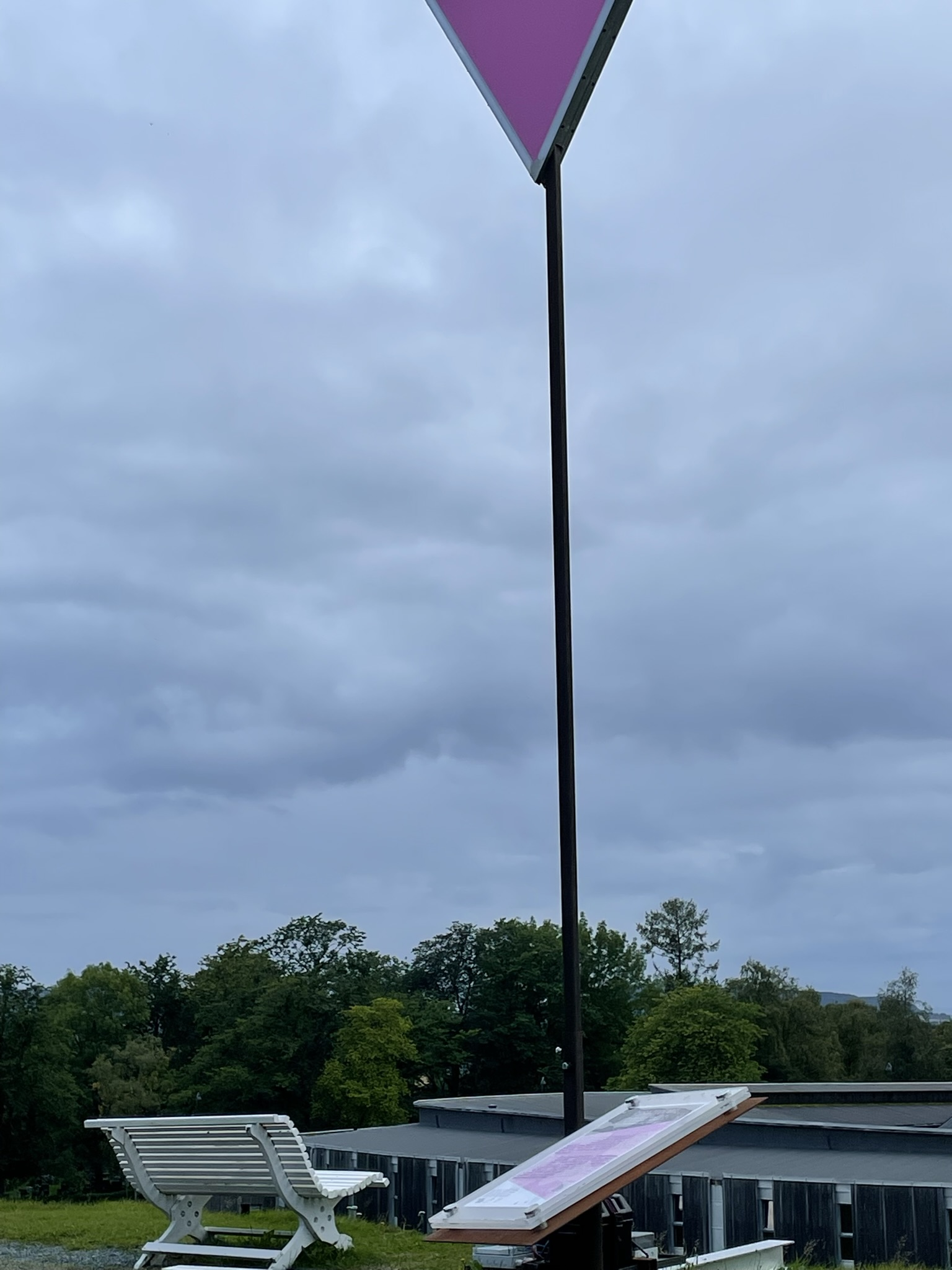
Exposição de Olsok, "Espírito Queer", 2022
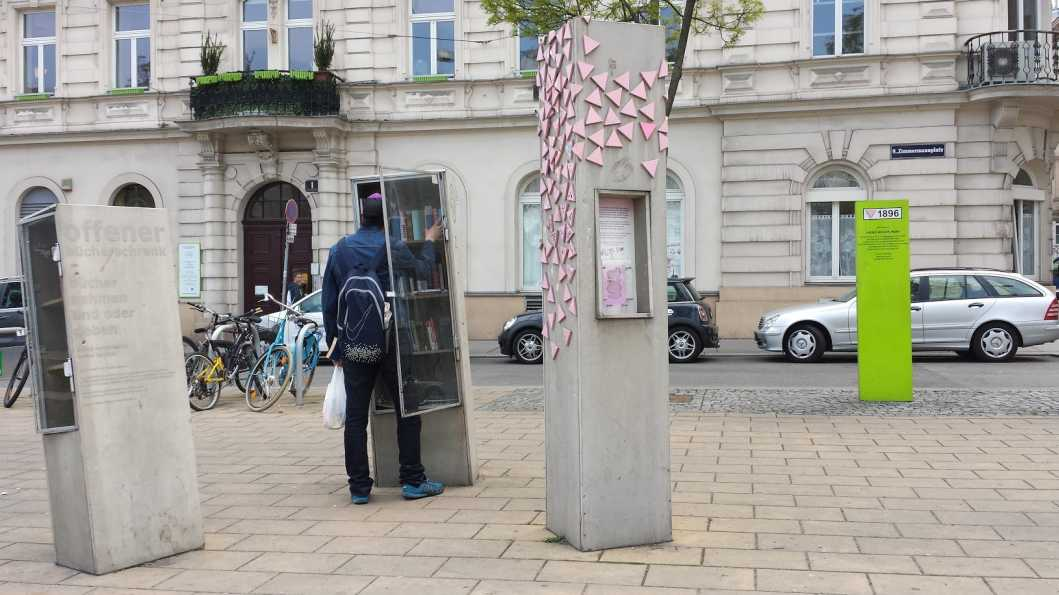
Parque Heinz Heger, Viena
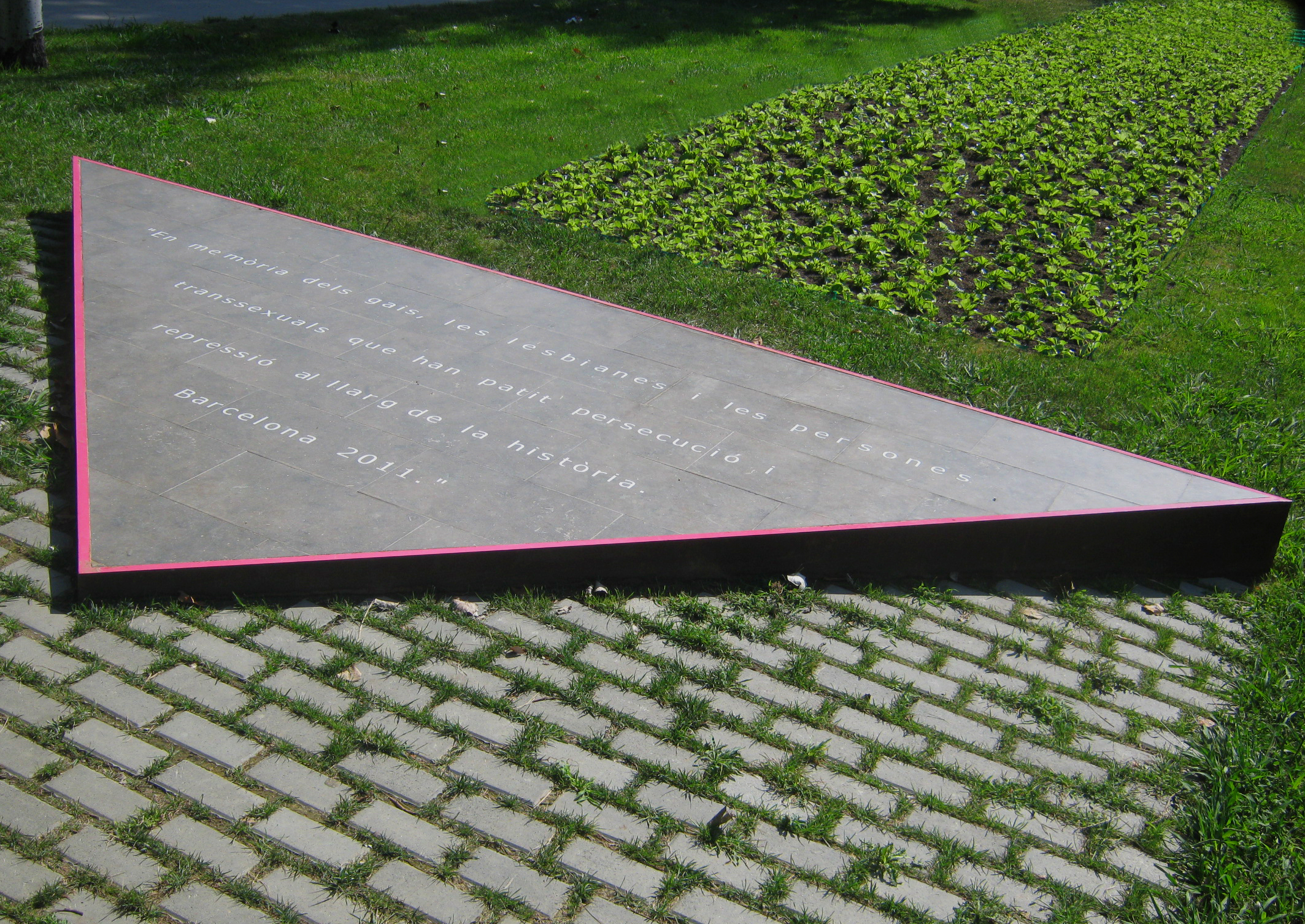
Monumento triangulo rosa, Barcelona
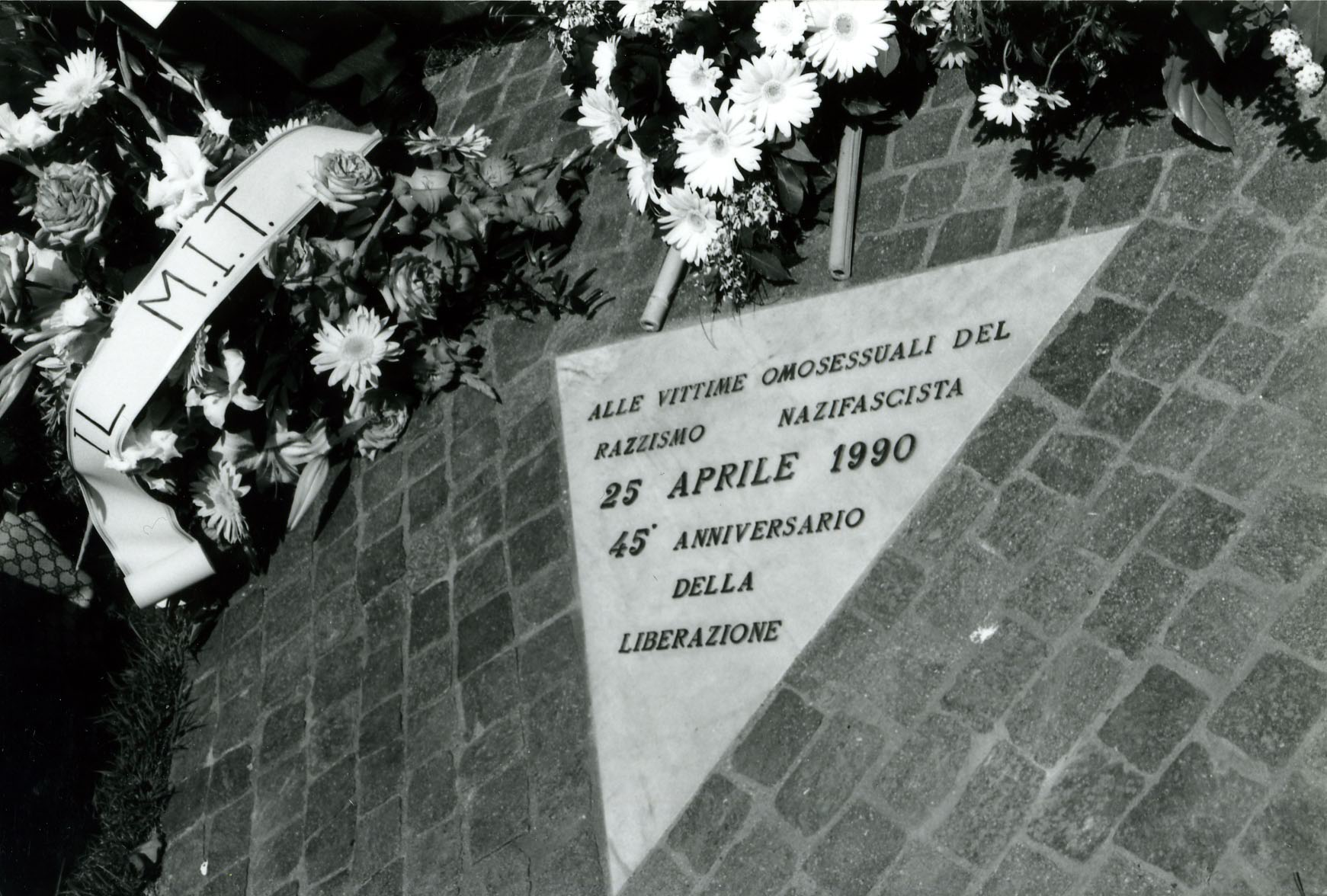
Monumento triângulo rosa, Bologna
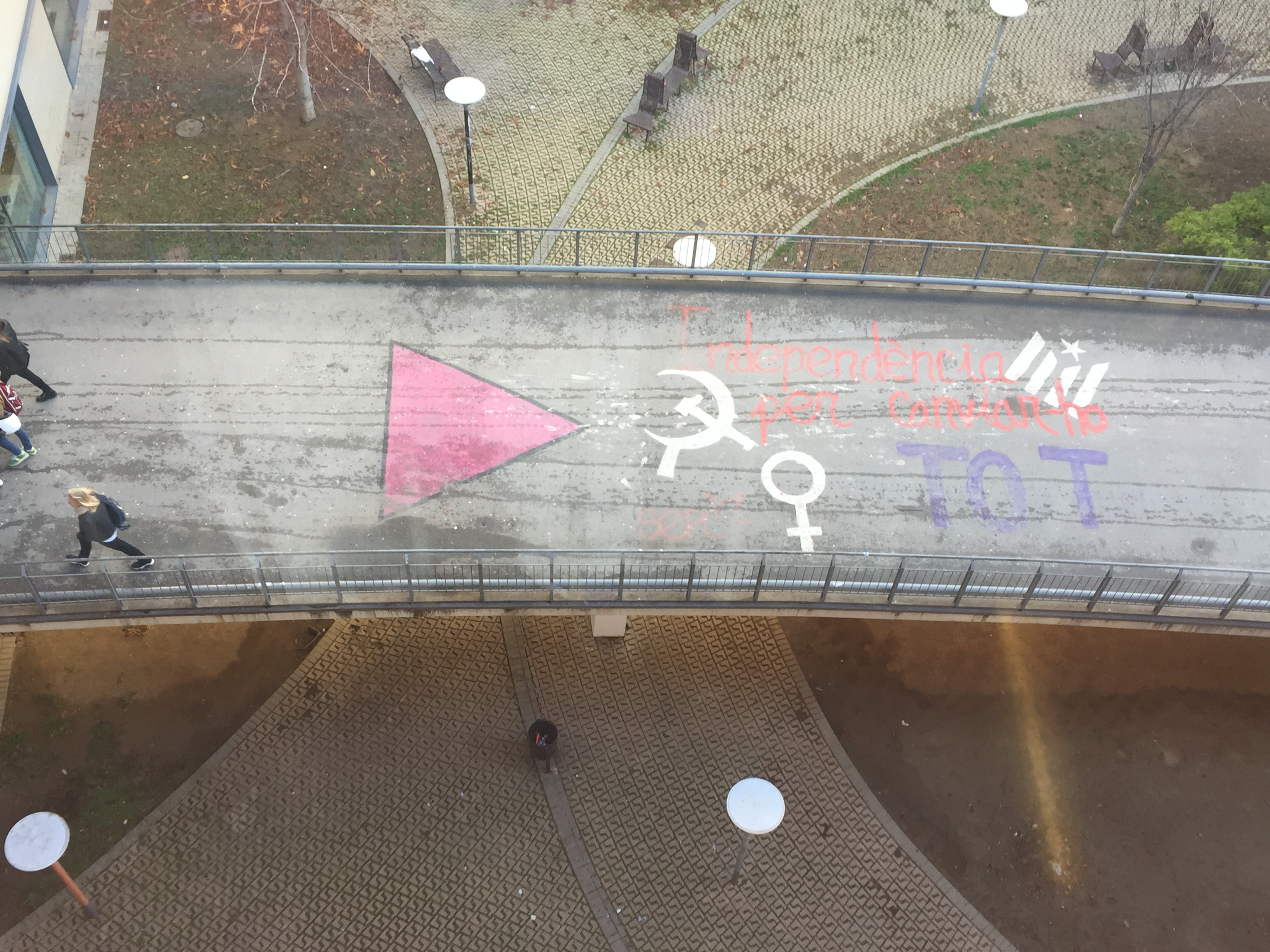
Triângulo rosa na avenida de Montalegre
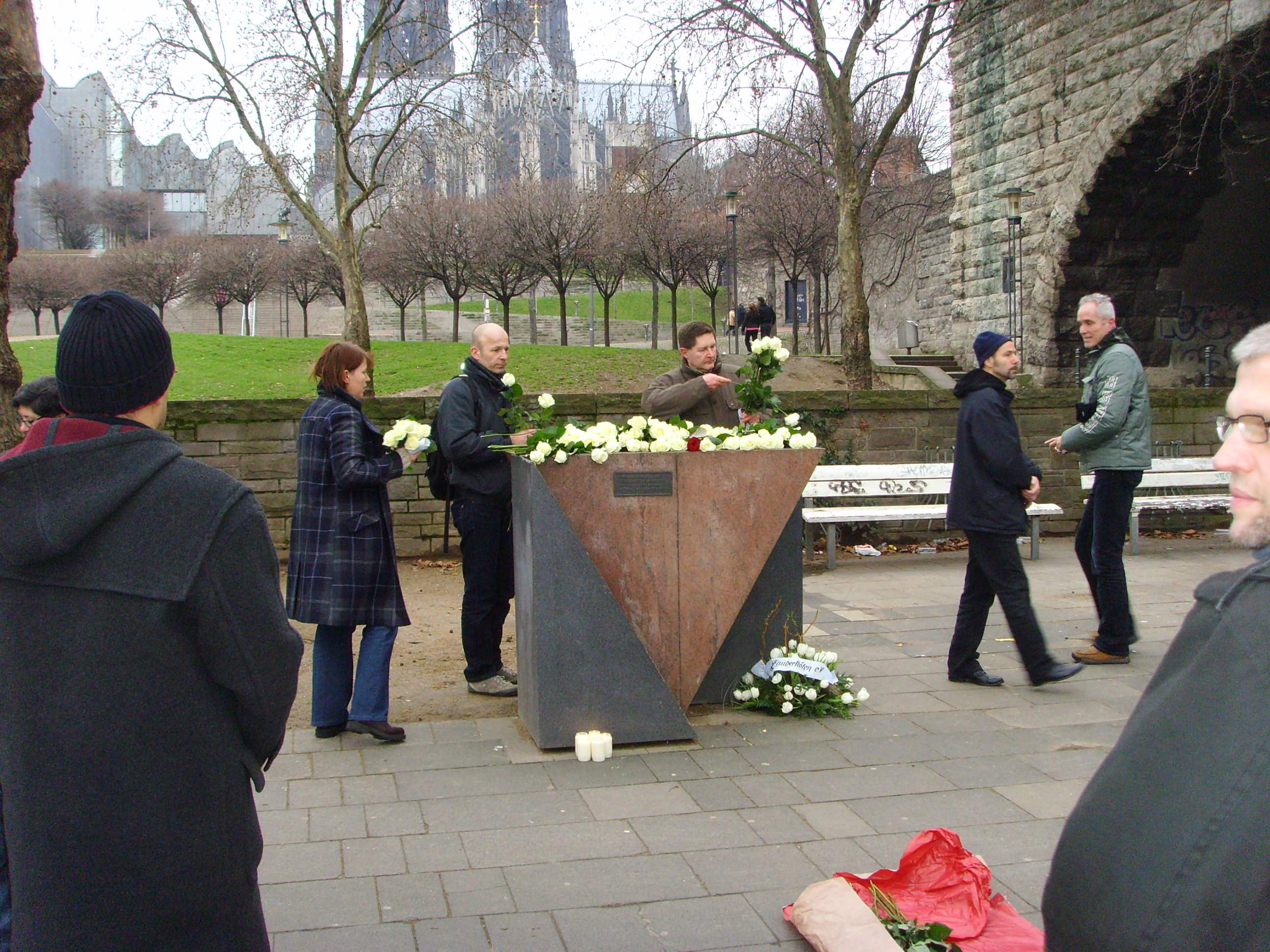
Memorial à perseguição de homossexuais em Colônia
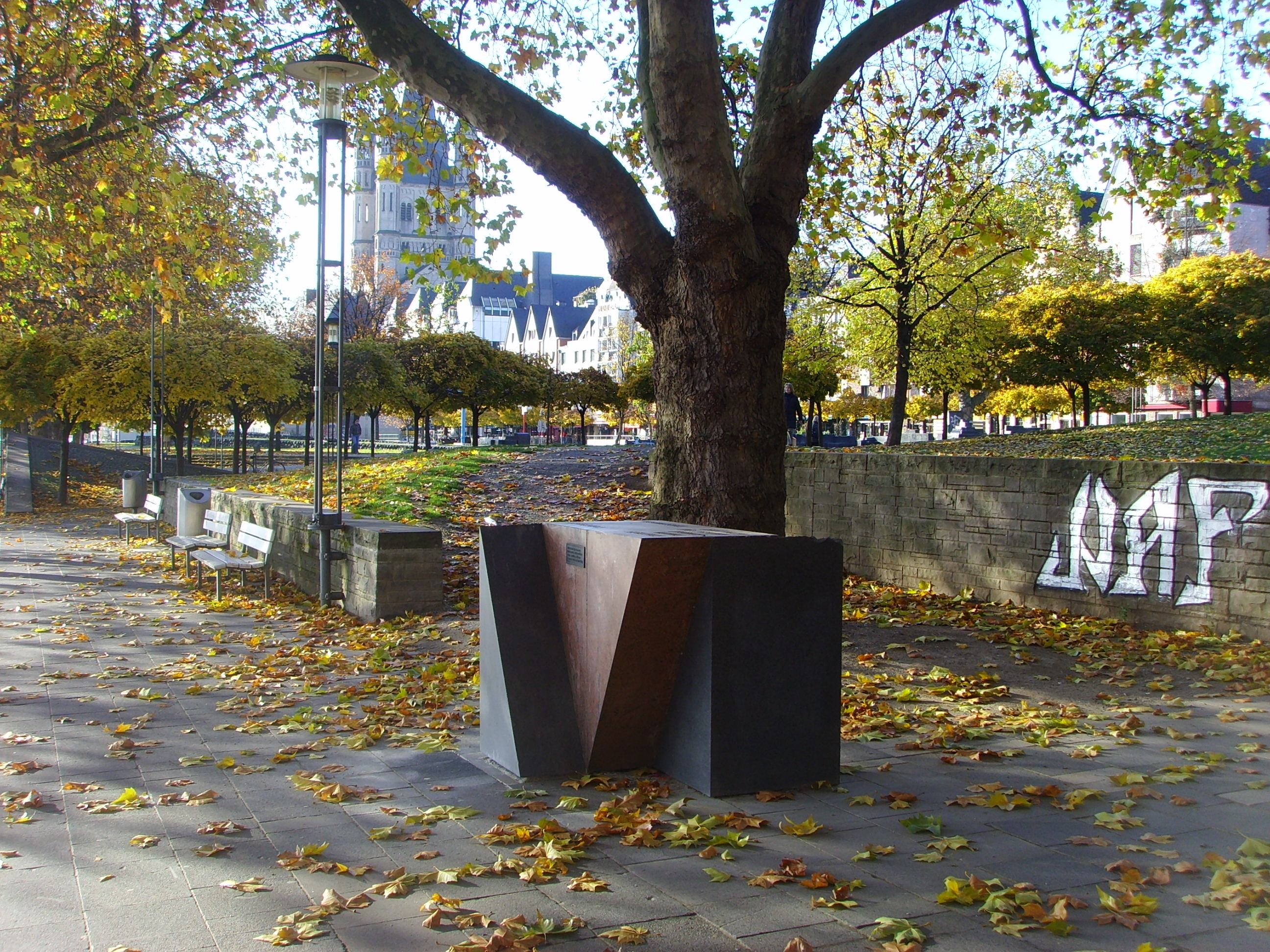
Memorial no Rheingarten
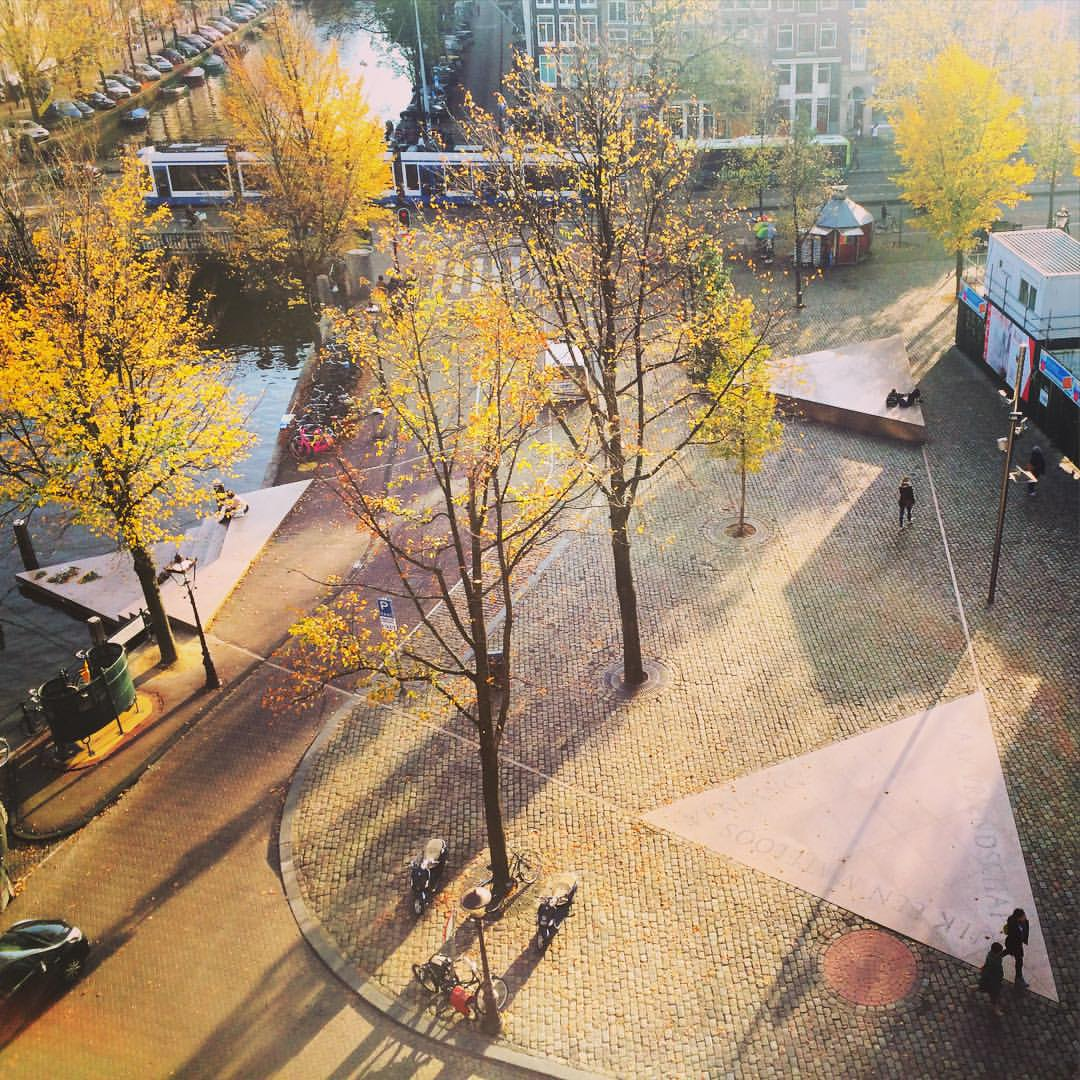
Homomonument em Amsterdã, na Holanda.

## Triângulo como símbolo de luta política
O triângulo rosa foi ressignificado ao longo das décadas por diferentes grupos e movimentos sociais, tornando-se um símbolo de resistência, orgulho e luta pelos direitos LGBTQIA+. Alguns exemplos notáveis dessa ressignificação incluem:

Bandeira lésbica
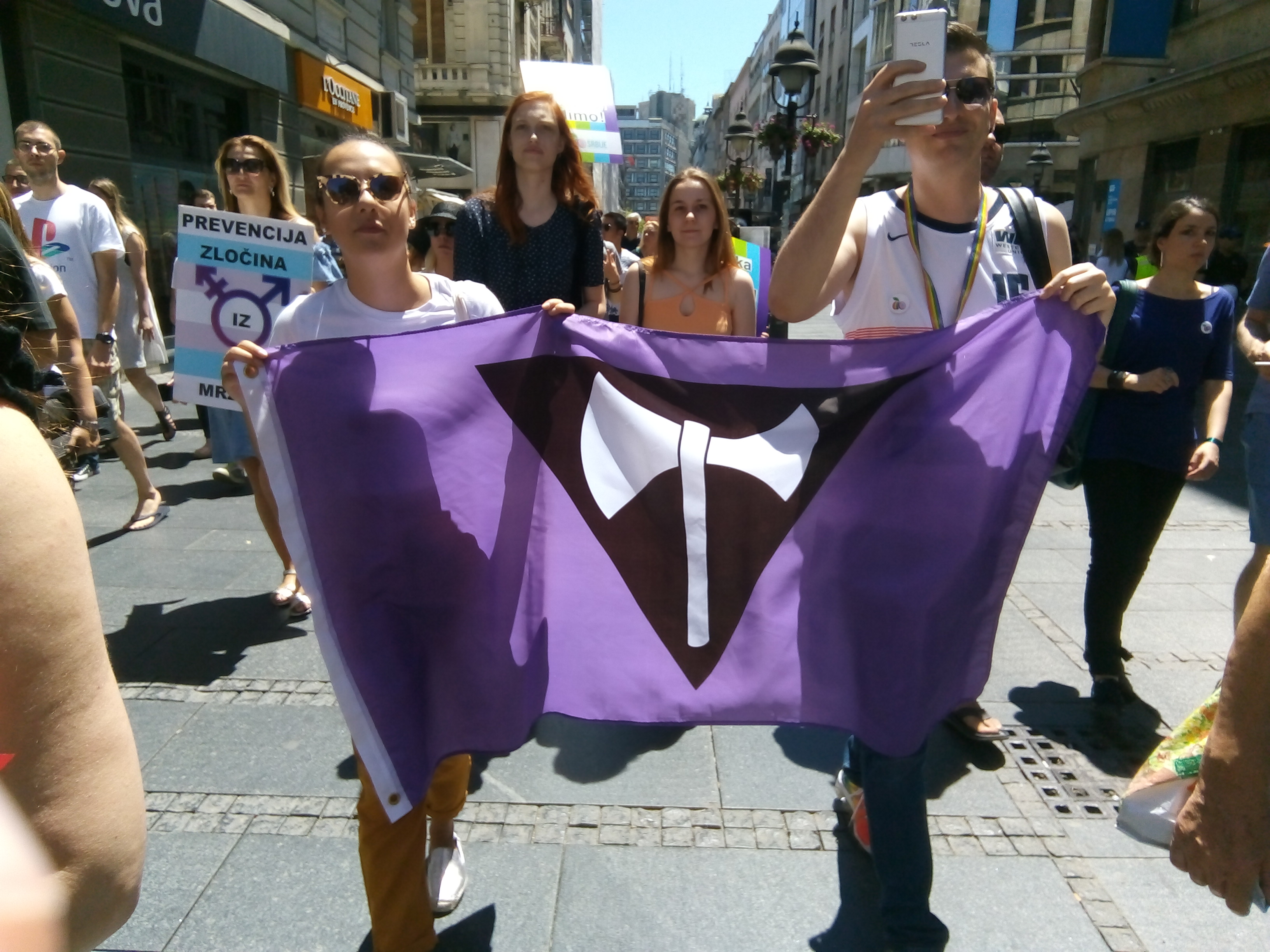
Pride Serbia, 2019 - Lesbian Labrys Pride Flag
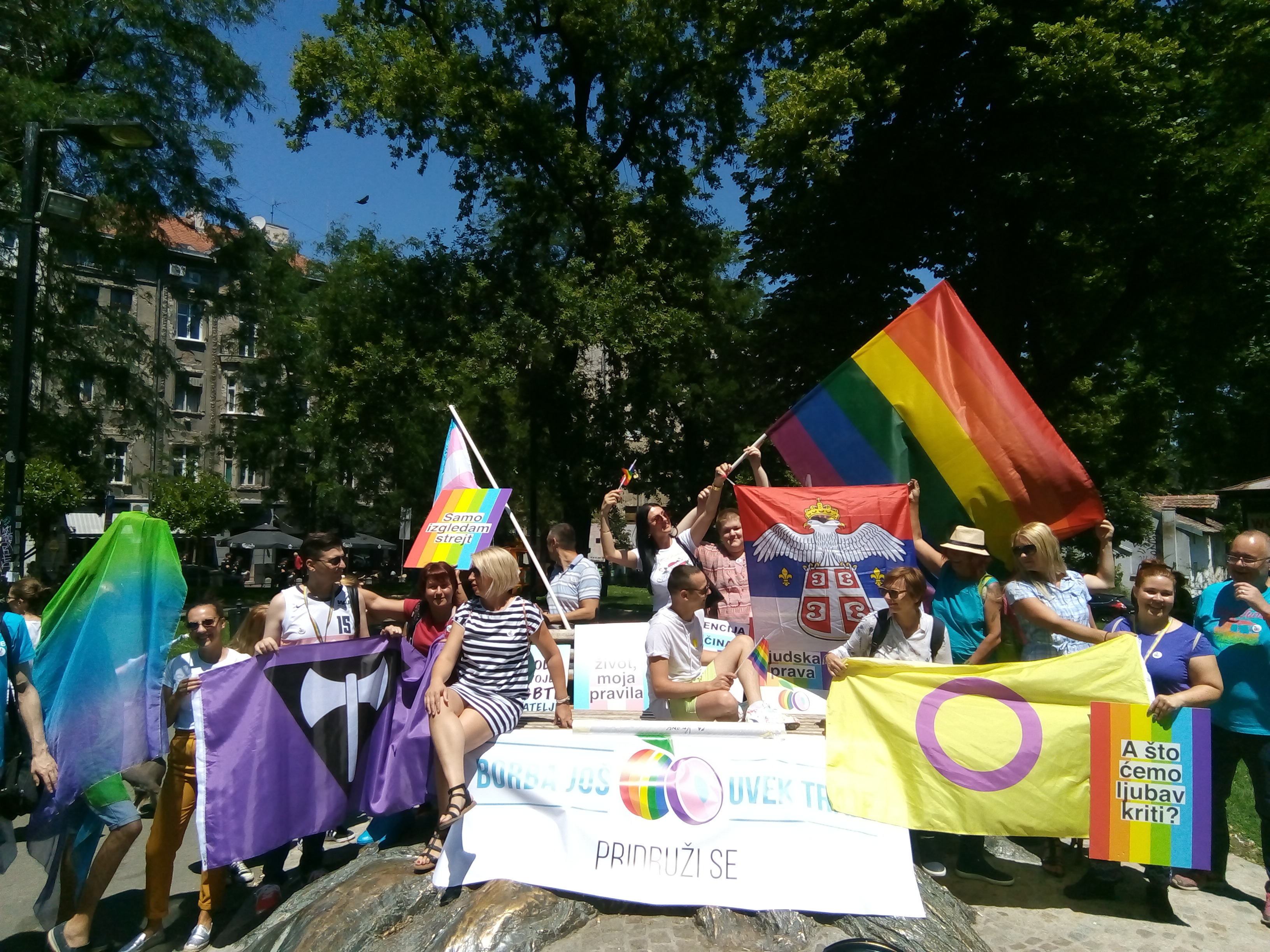
Pride Serbia, 2019 - Lesbian Labrys Pride Flag
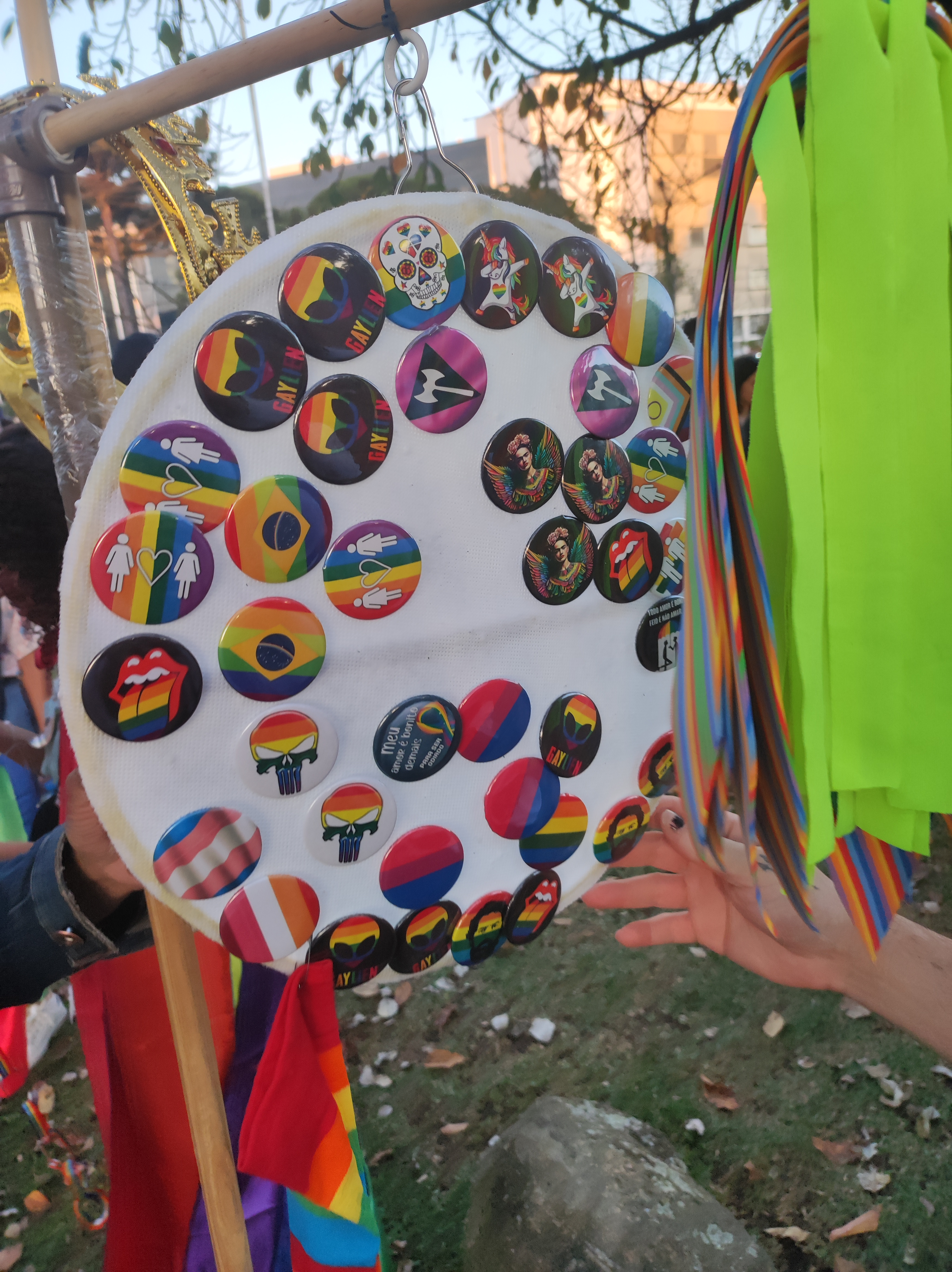
Bottons LGBTQIA+ na Marcha pela Diversidade em Curitiba
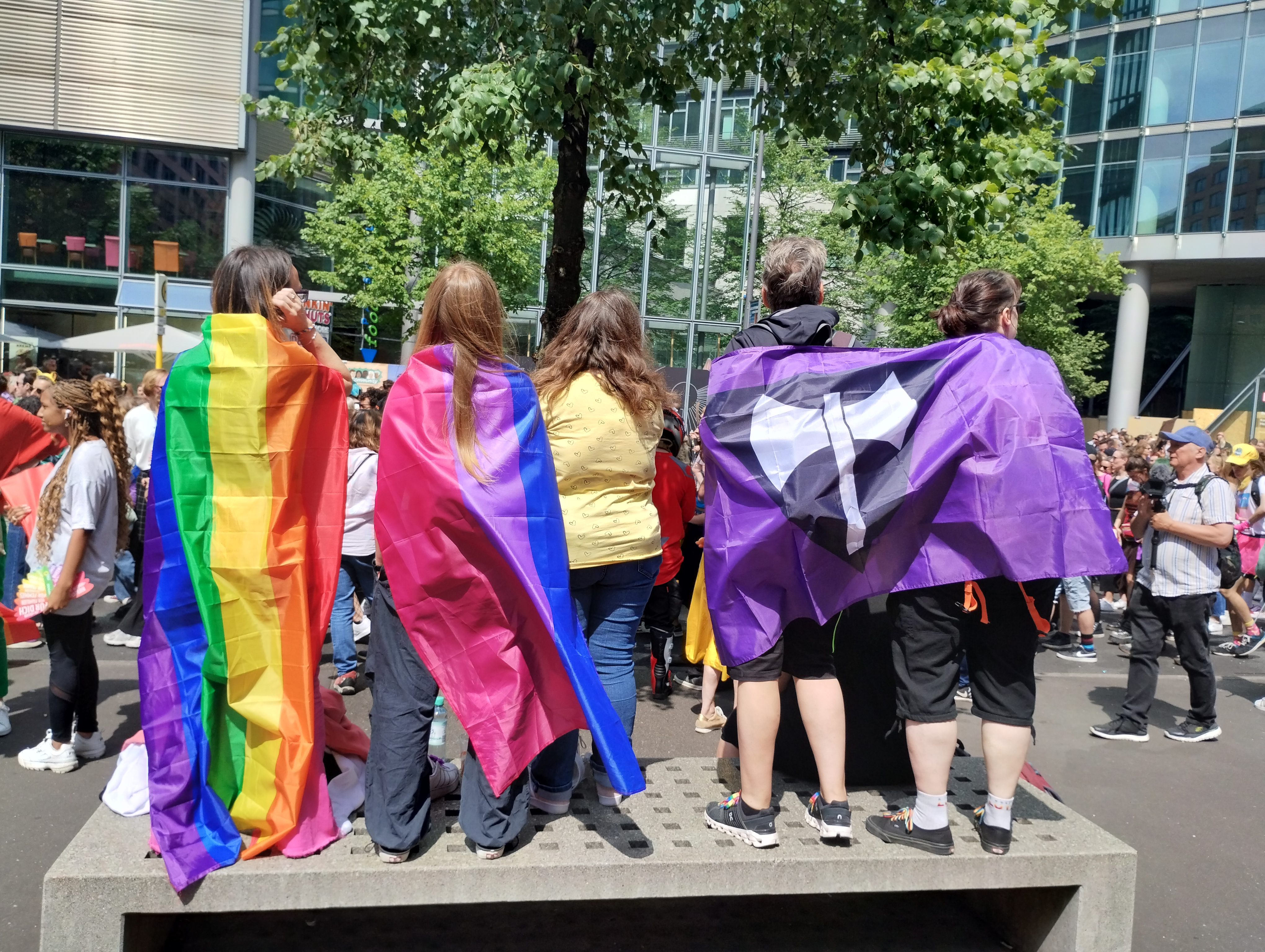
O Dia da Rua Christopher (CSD), Berlim, 2023
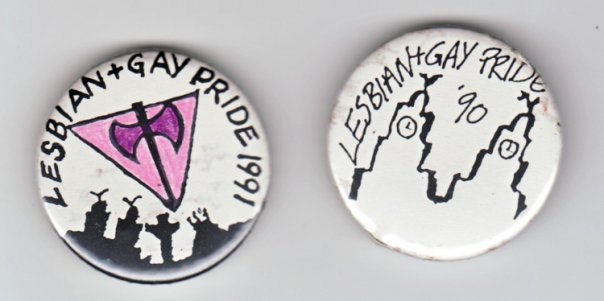
Bottons lesbian e gay pride, 1990 - 1991
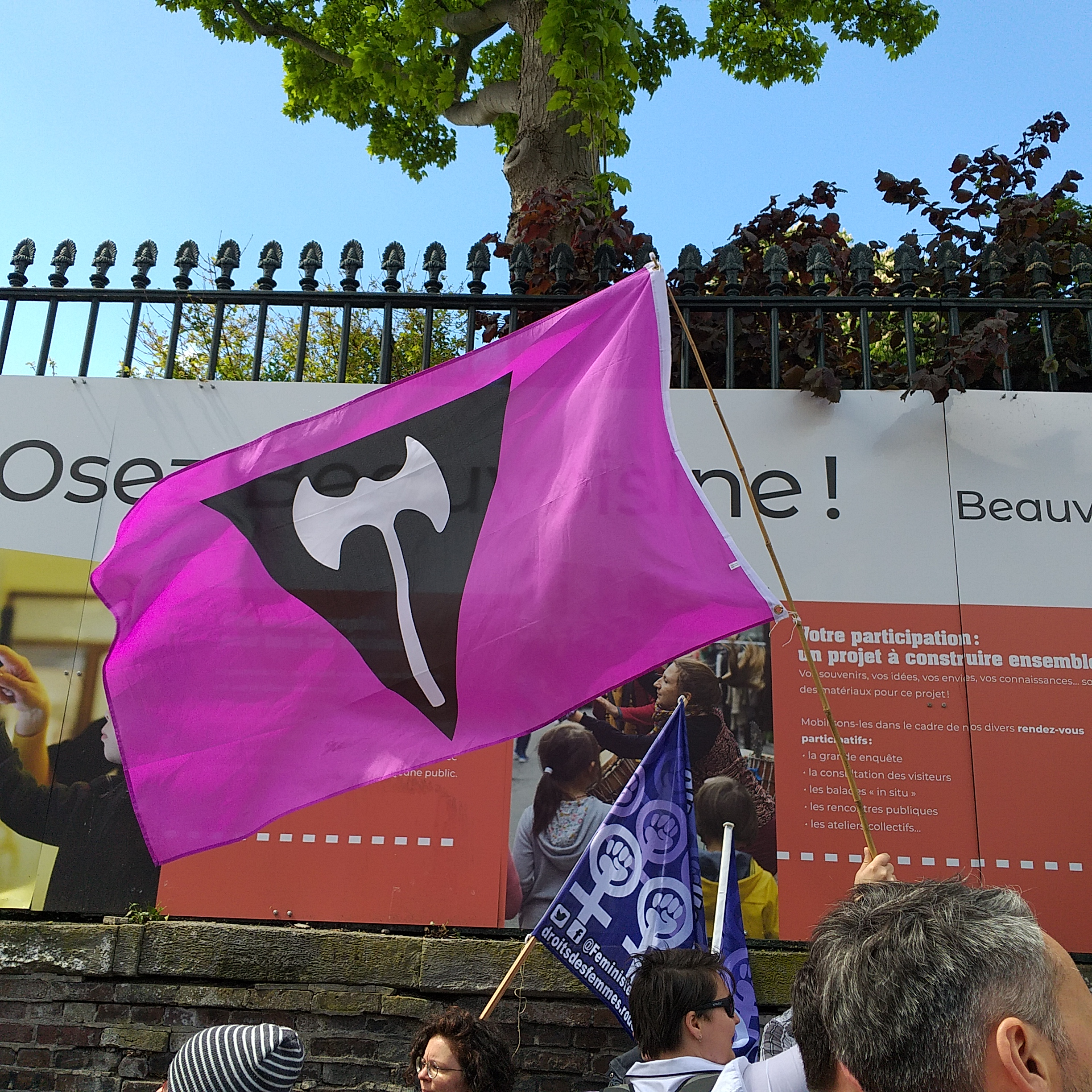
Orgulho de Rouen, março de 2019
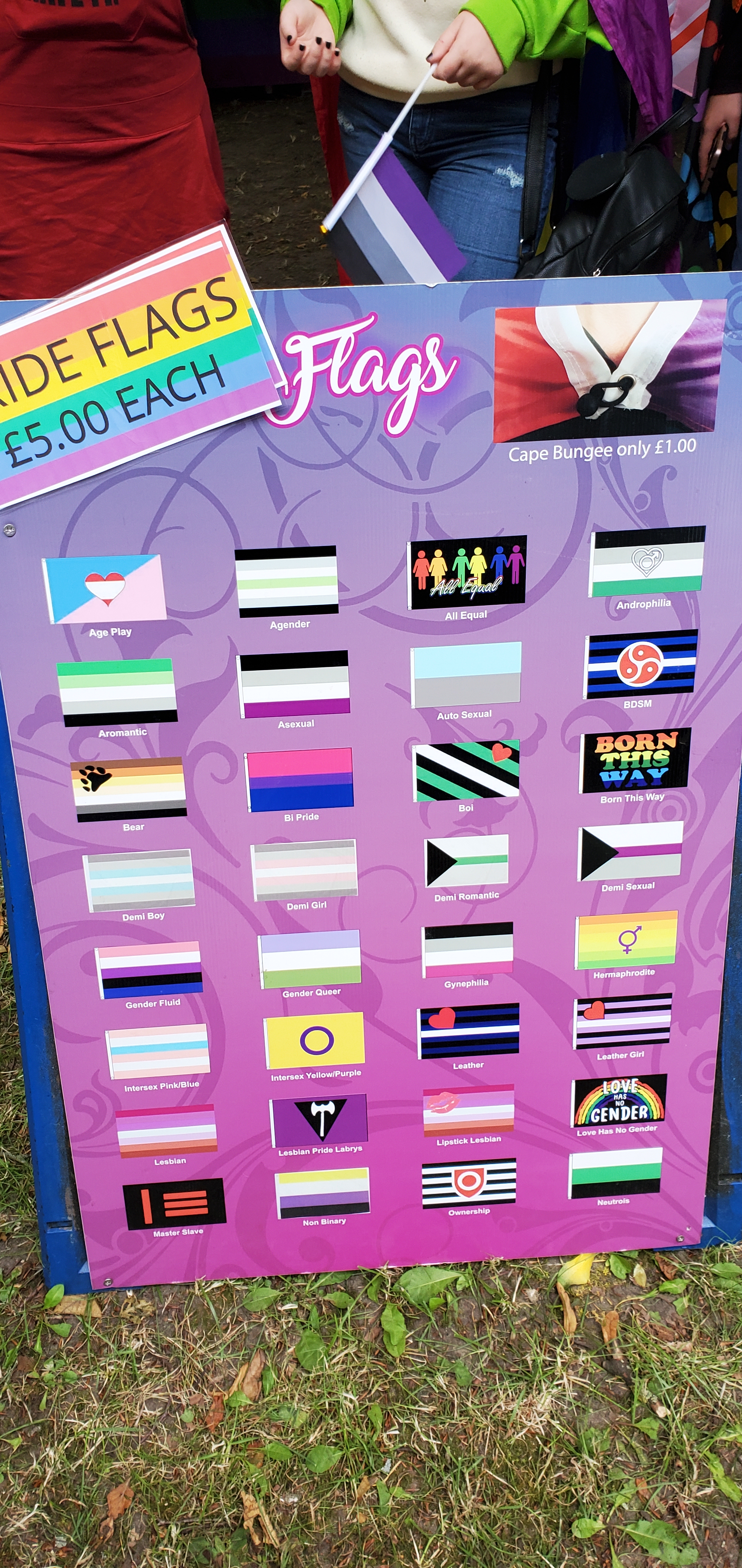
Swindon pride, 2021
Café 'Melitta Sundstroem', Berlim
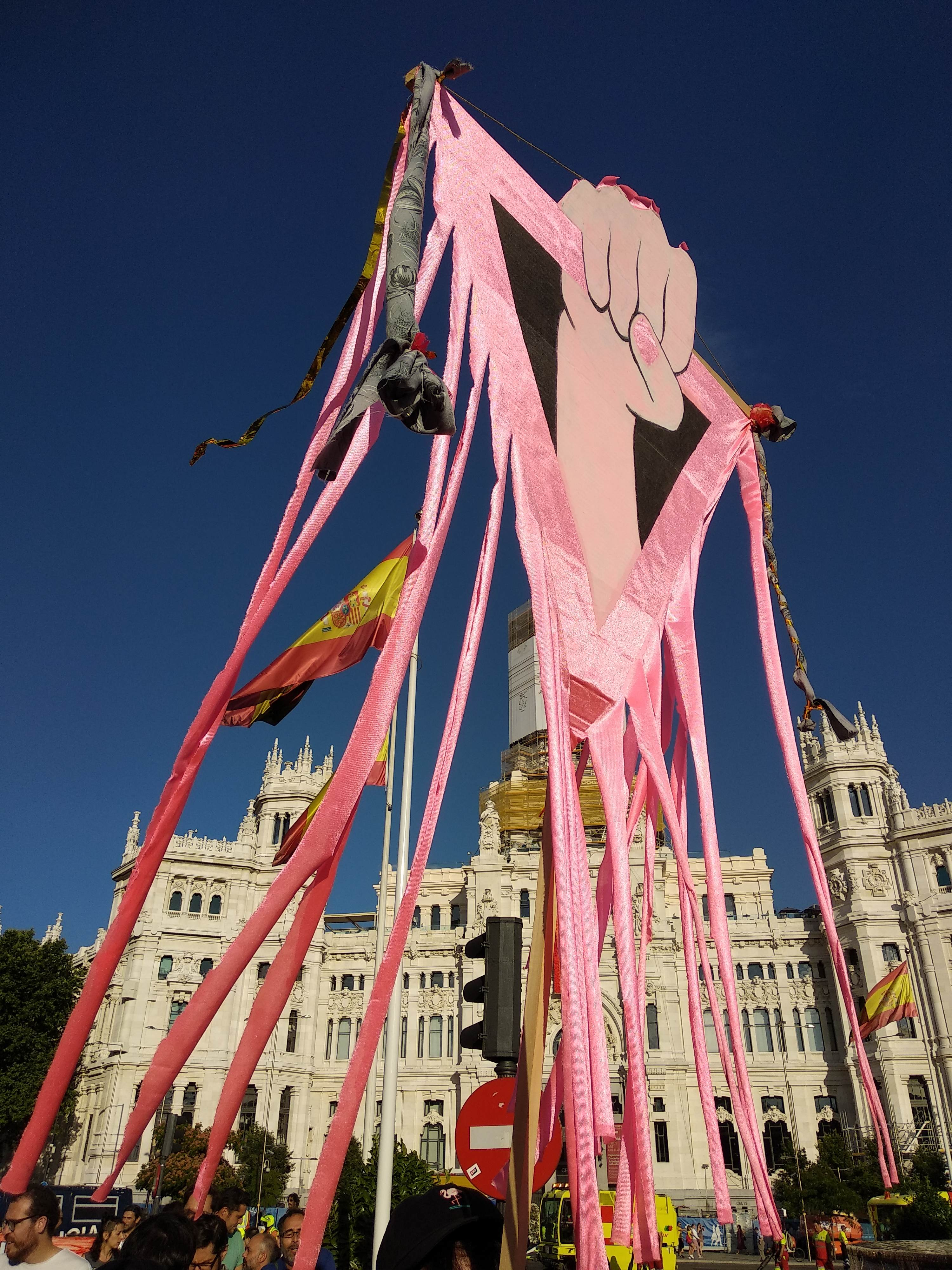
Orgulho Crítico, Espanha.
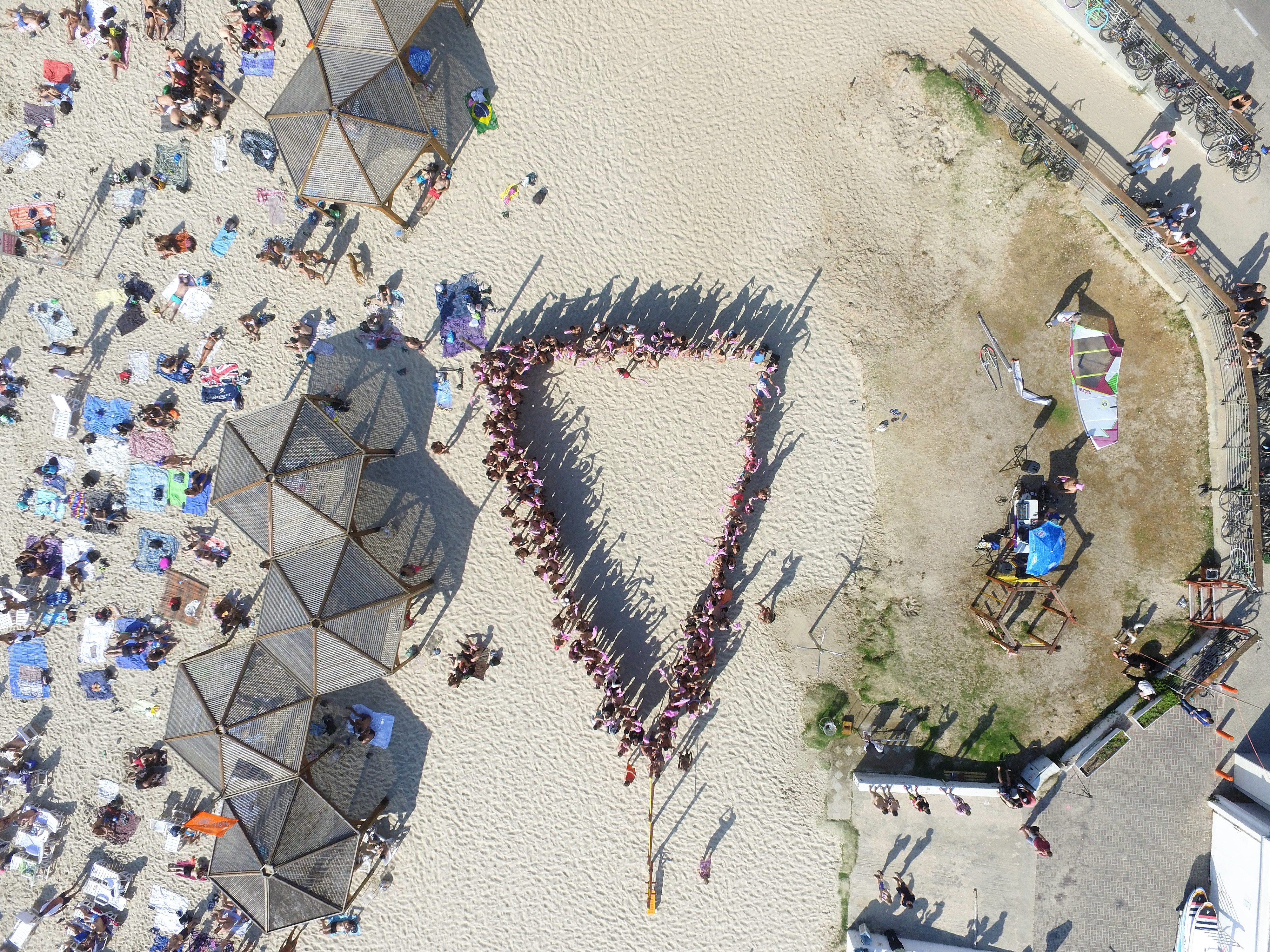
Protesto do triângulo rosa na praia de Hilton para apoiar os prisioneiros gays, Chechênia.
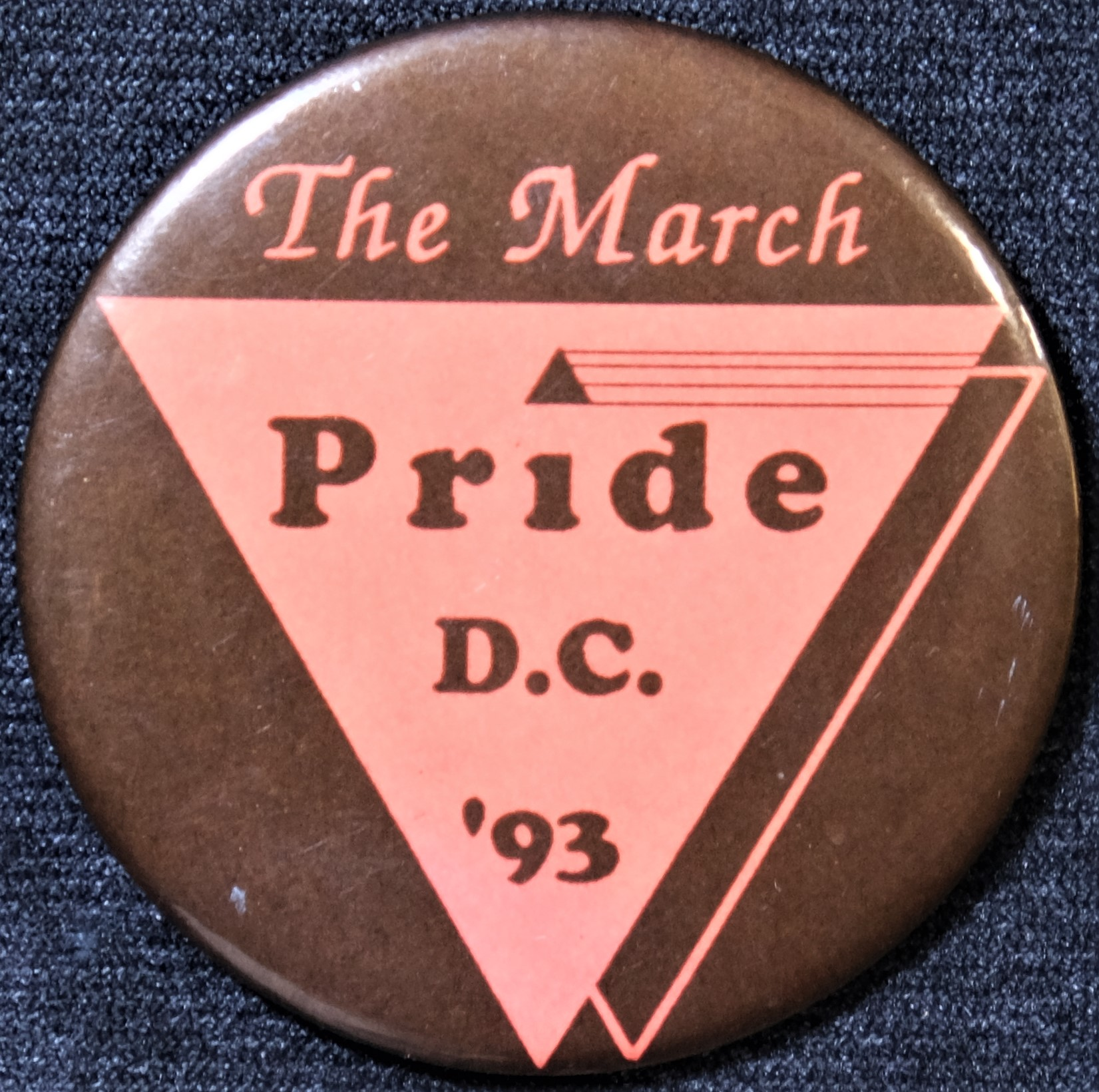
Botton da Marcha do Orgulho, Washington, 1993.
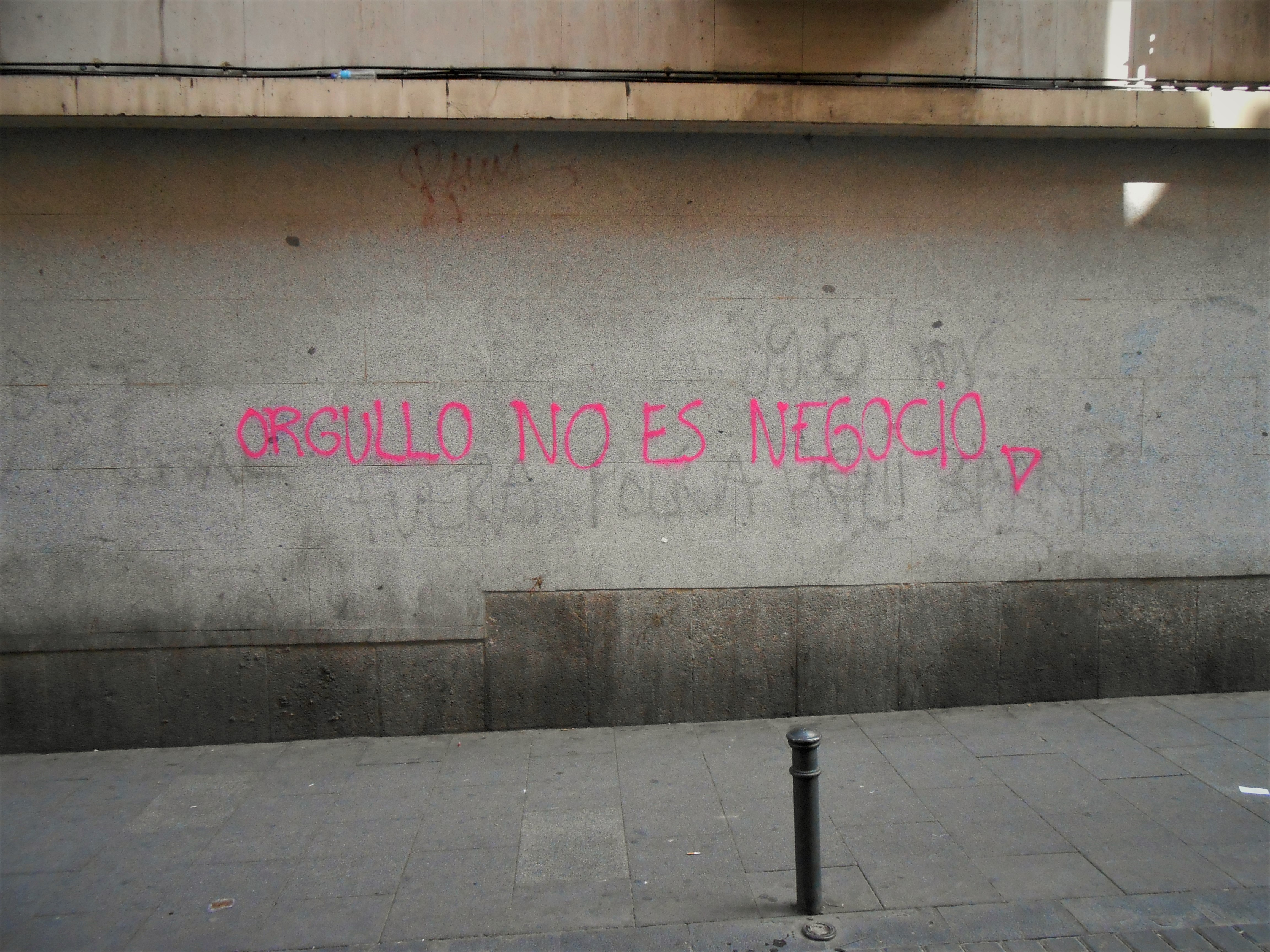
Muro "Orgulho no es negocio"
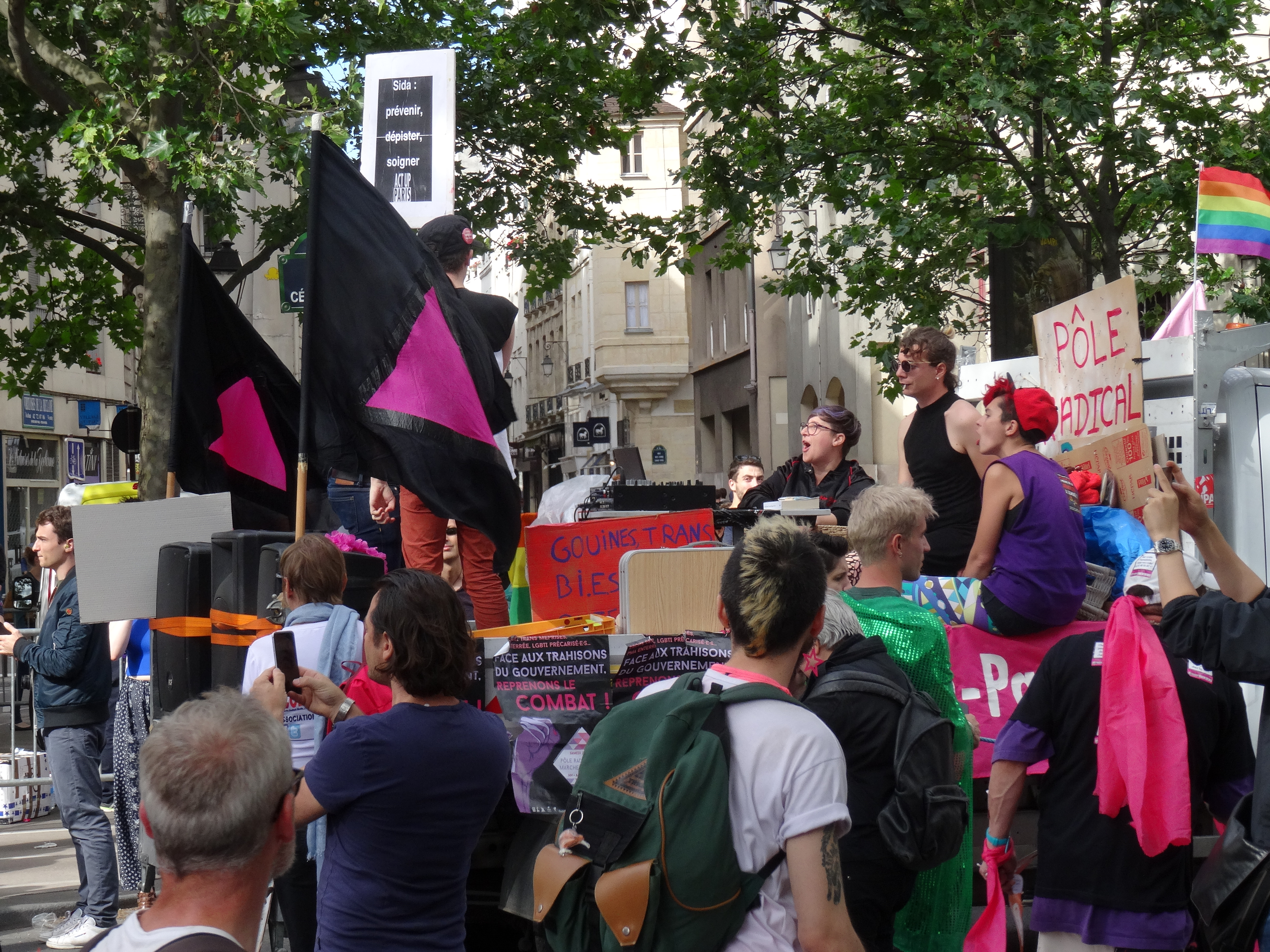
Manifestação Act-up
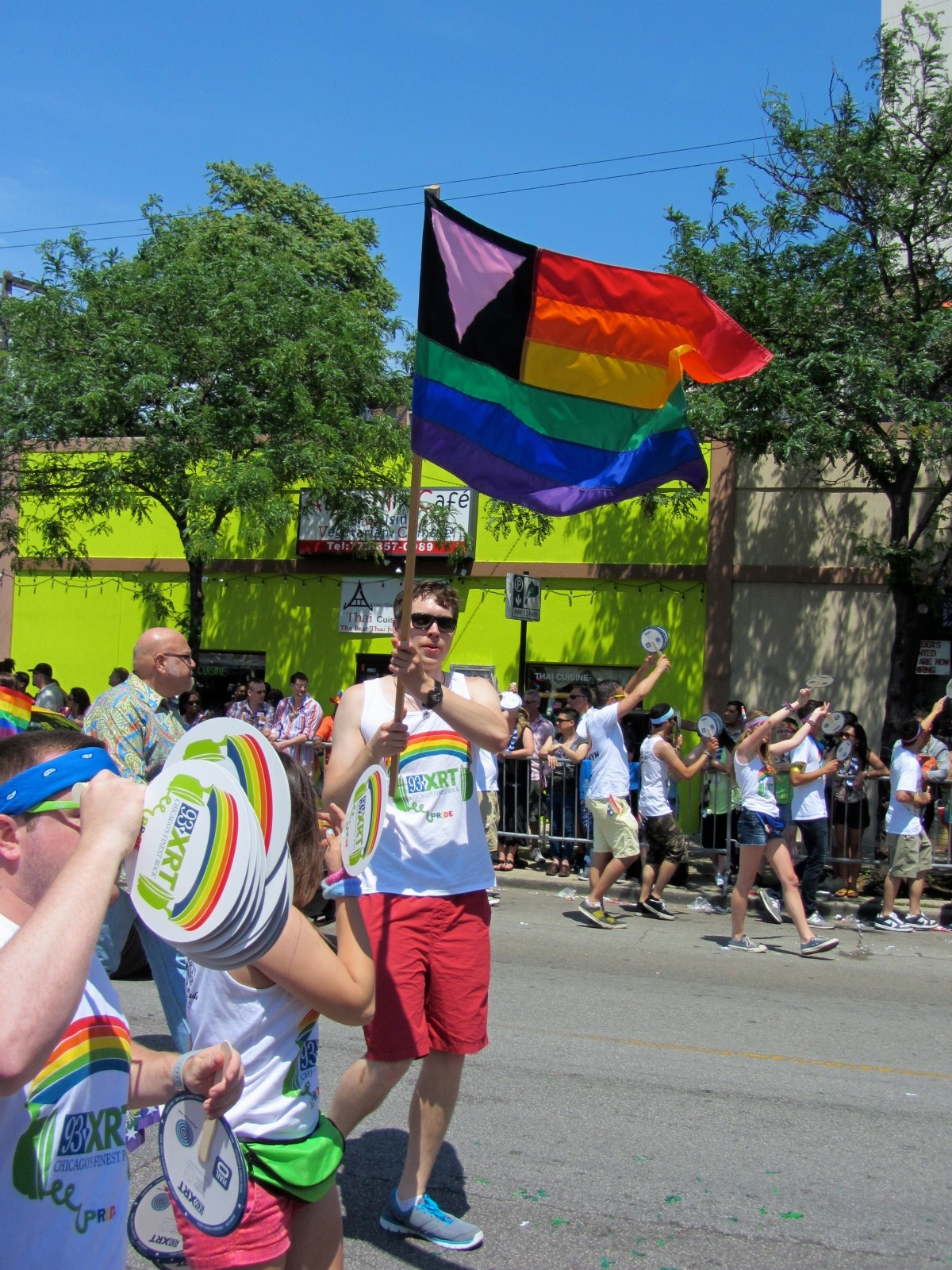
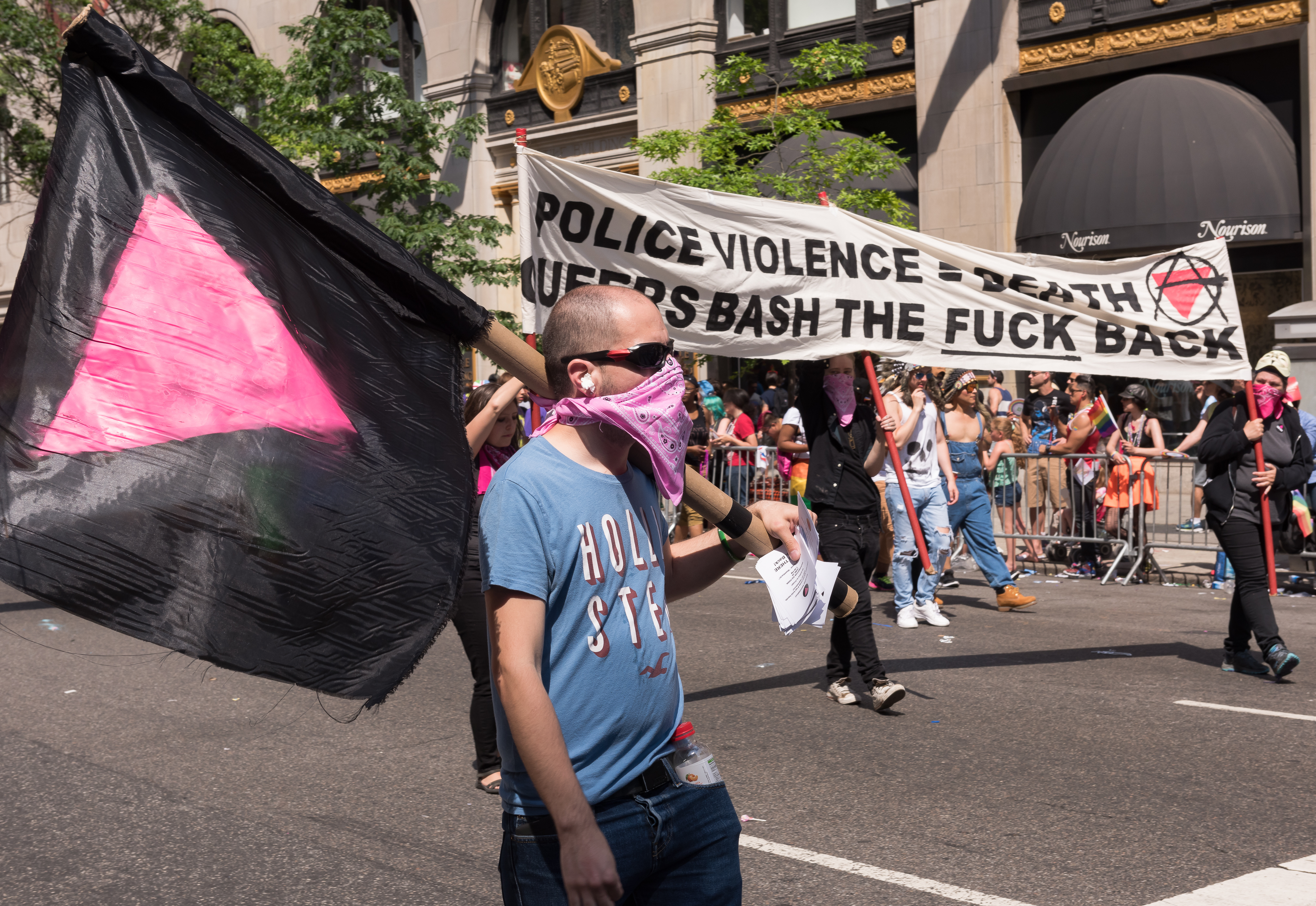
Parada do orgulho, Nova York
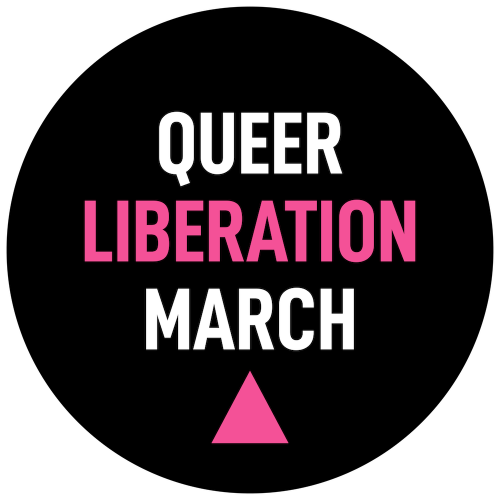
Logo marcha de libertação Queer
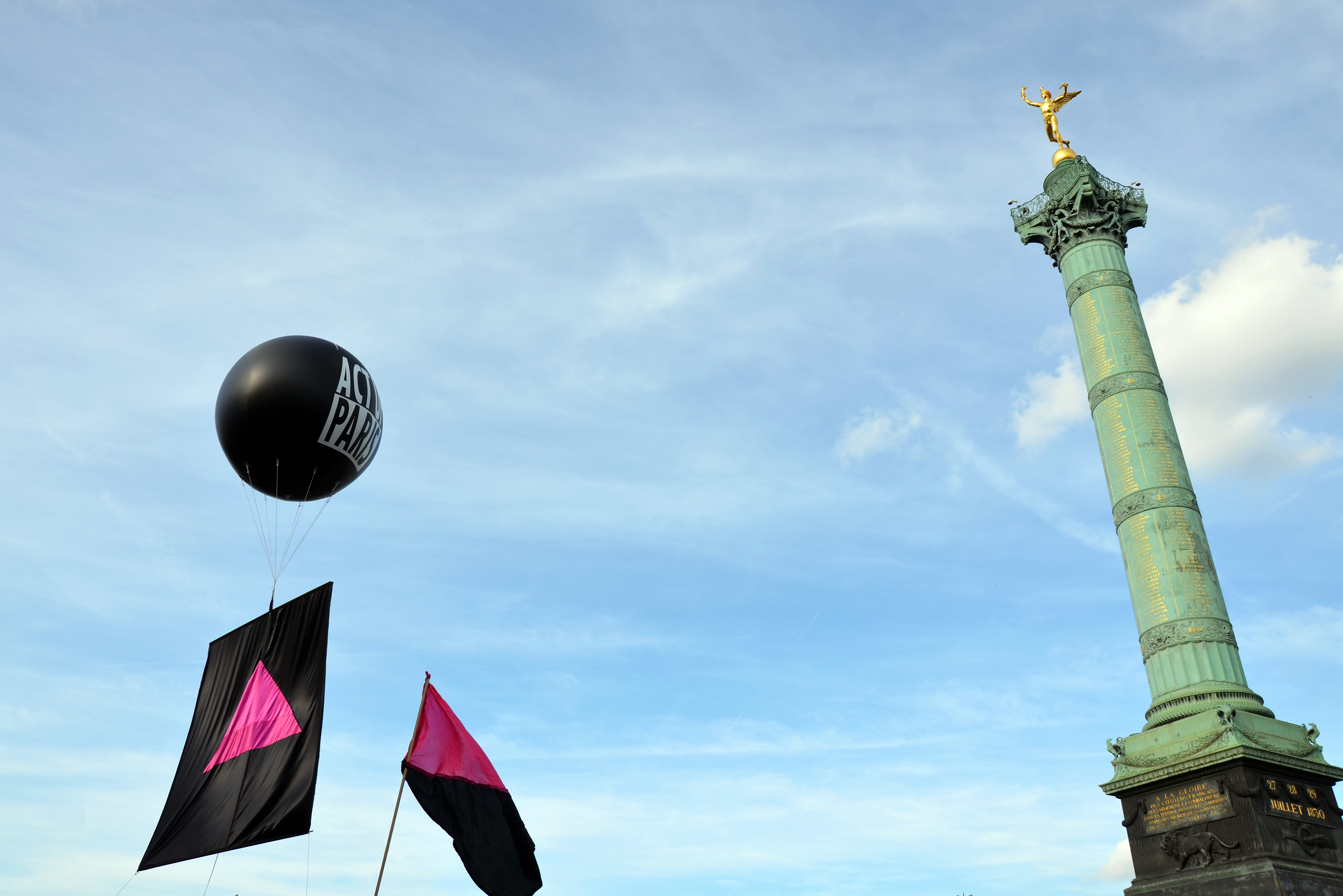
Parada gay, Paris
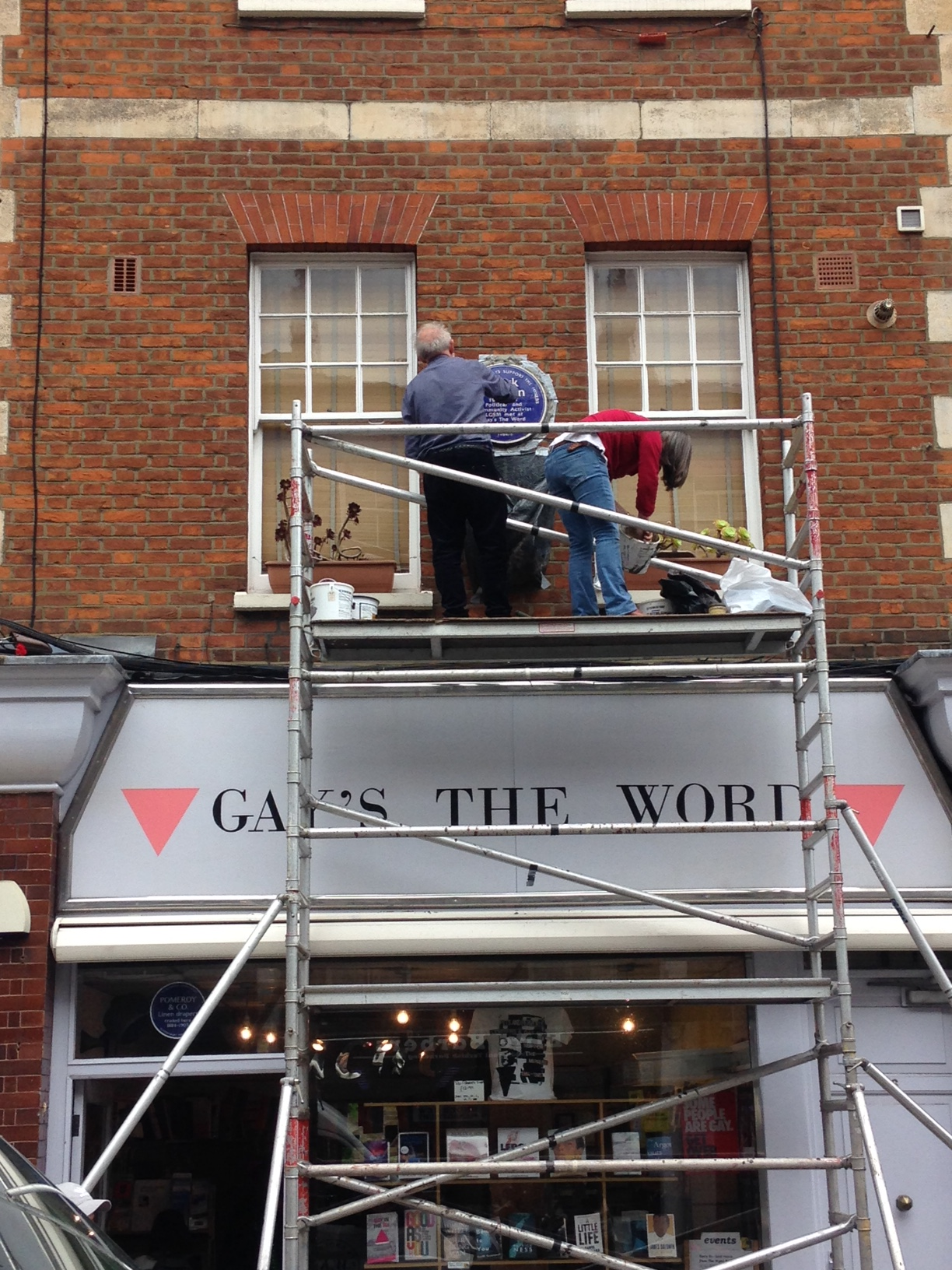
Placa comemorativa da vida de Mark Ashton, Londres.
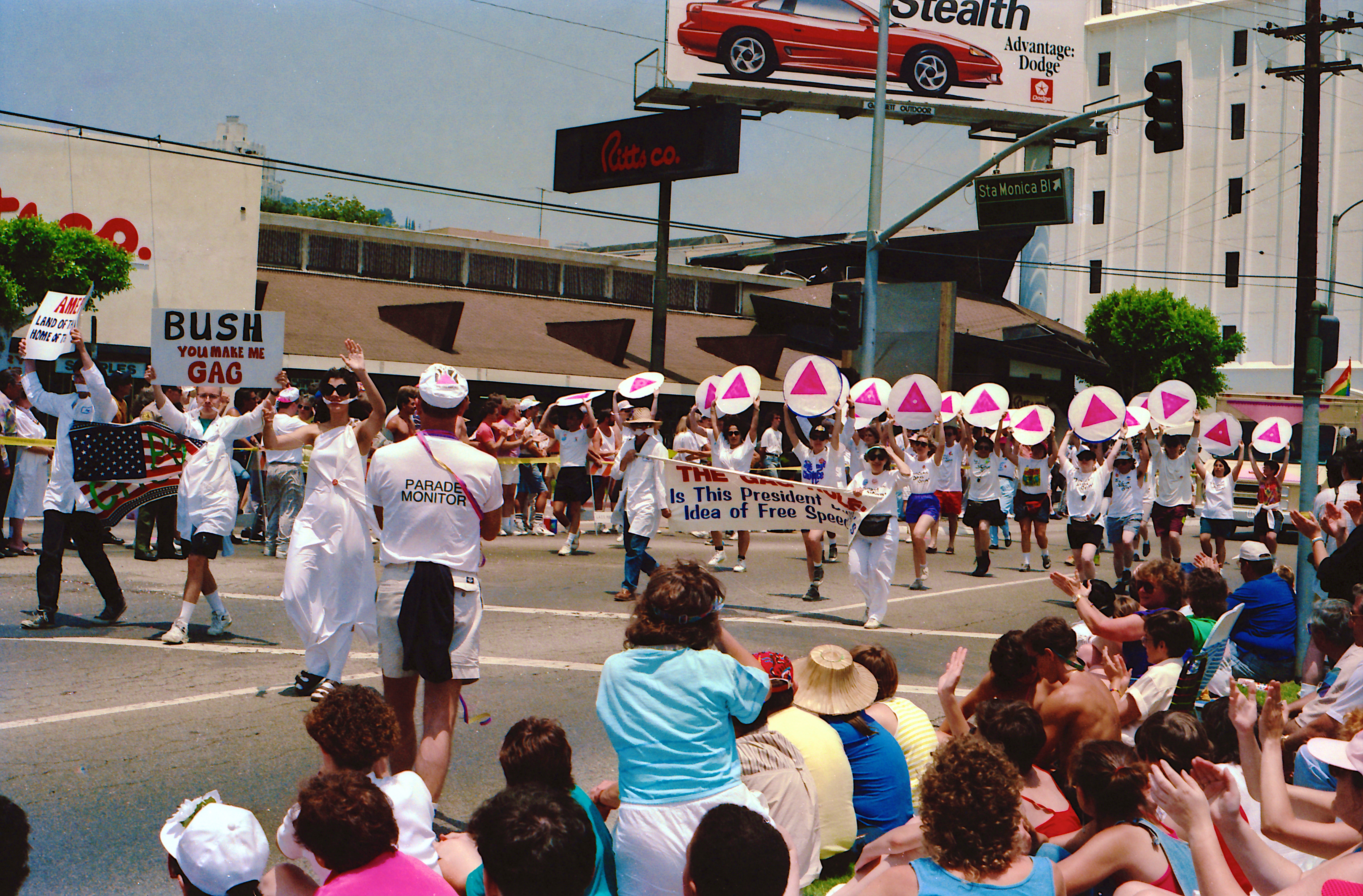
Marcha triângulo rosa.
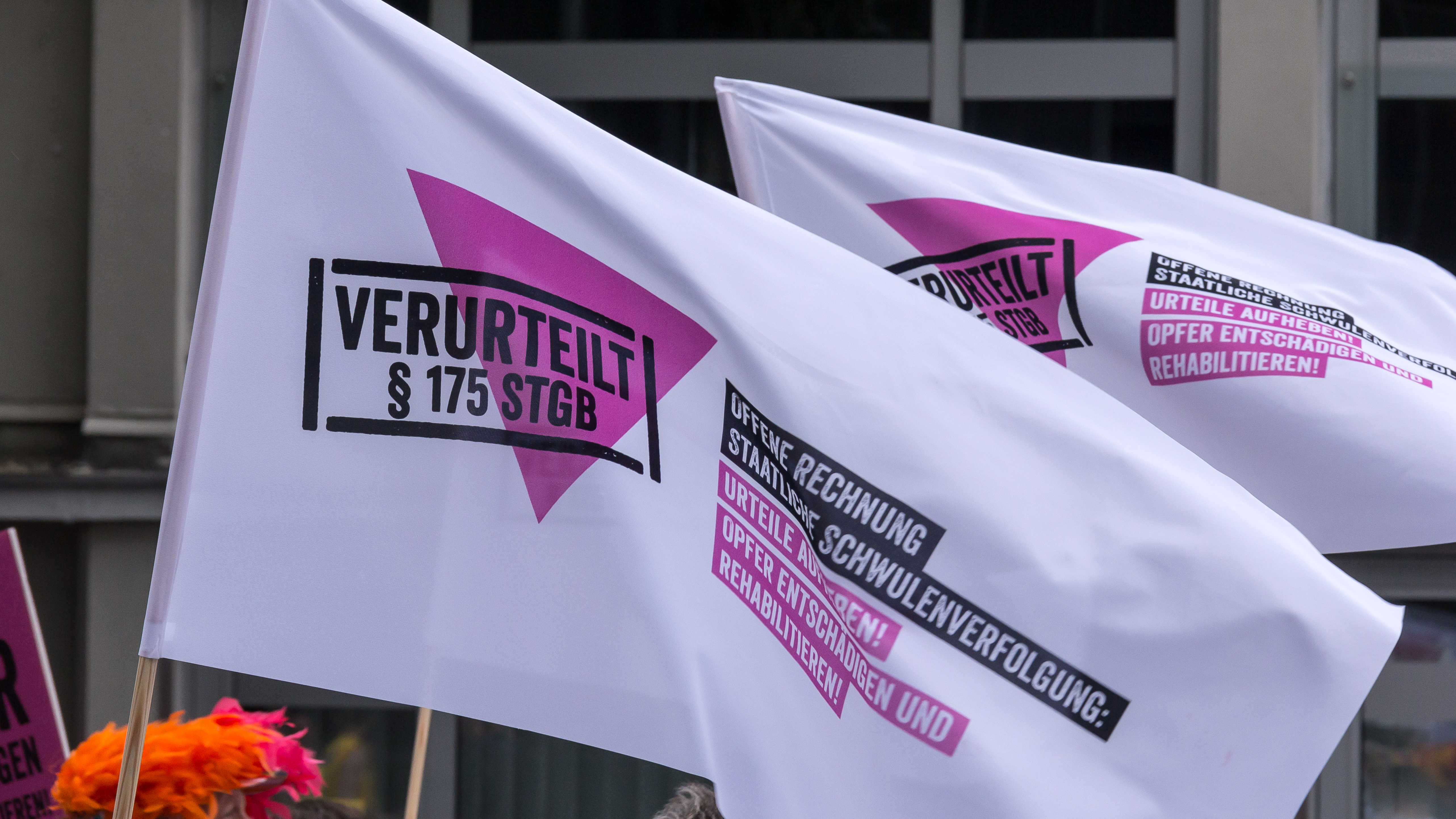
Orgulho de Colônia, 2016
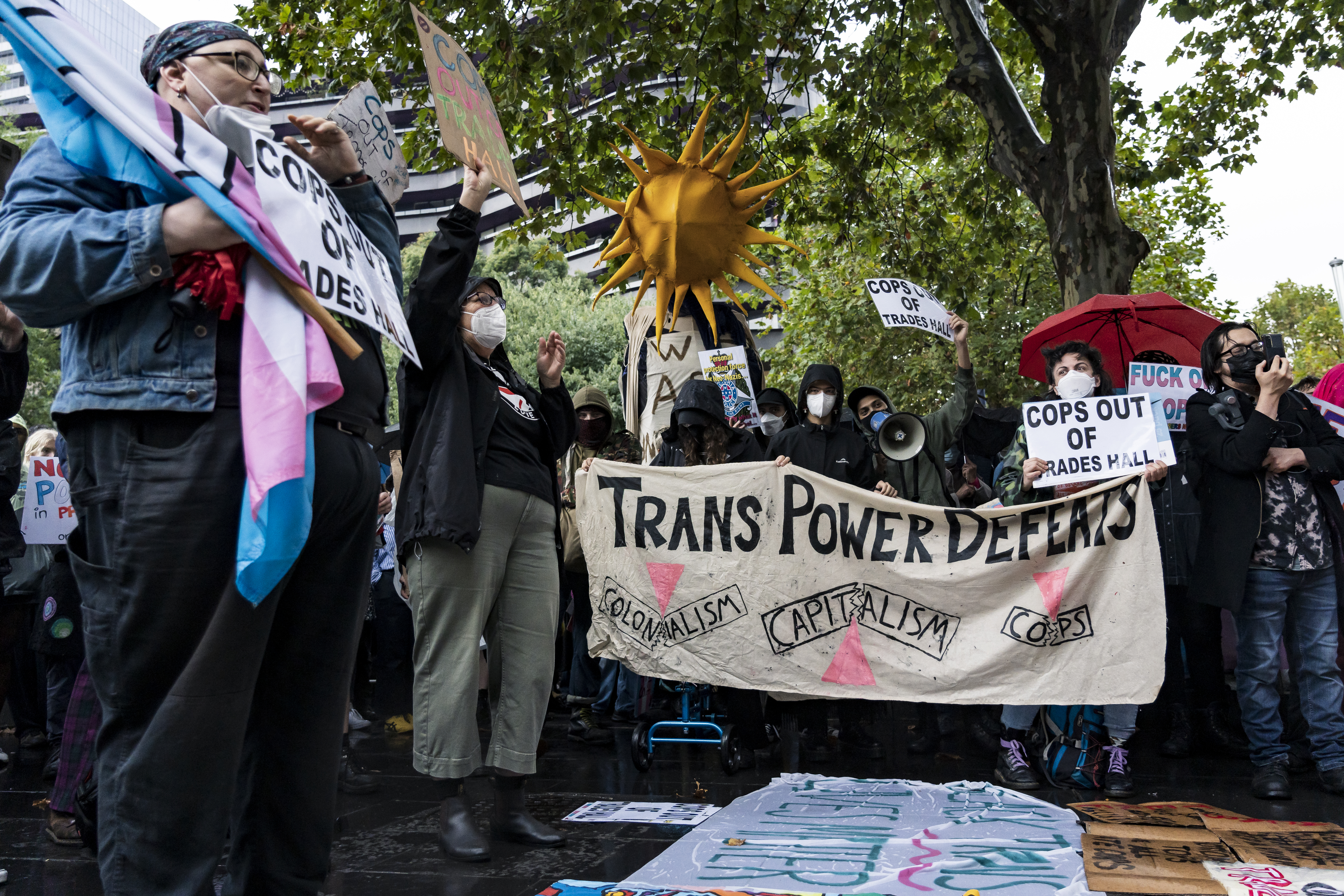
Dia da Visibilidade Transgênero, 2023.
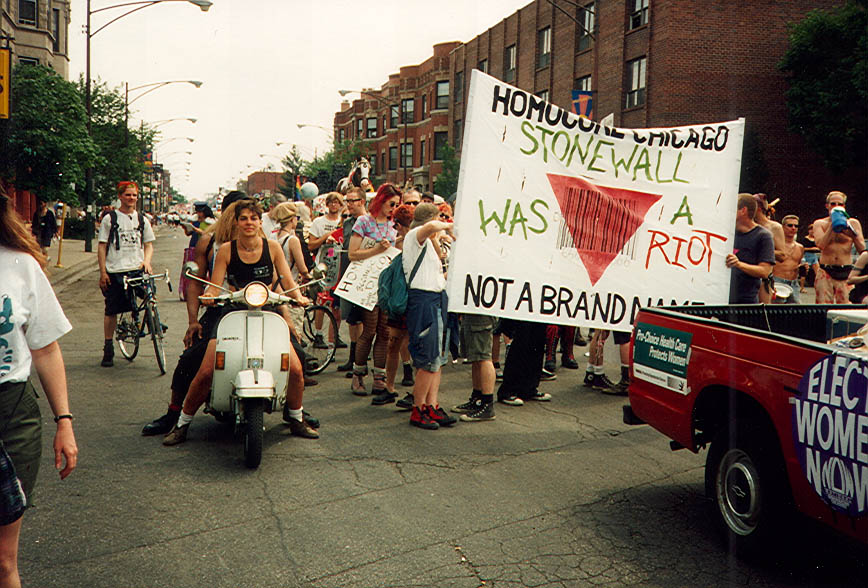
Parada do orgulho, Chicago
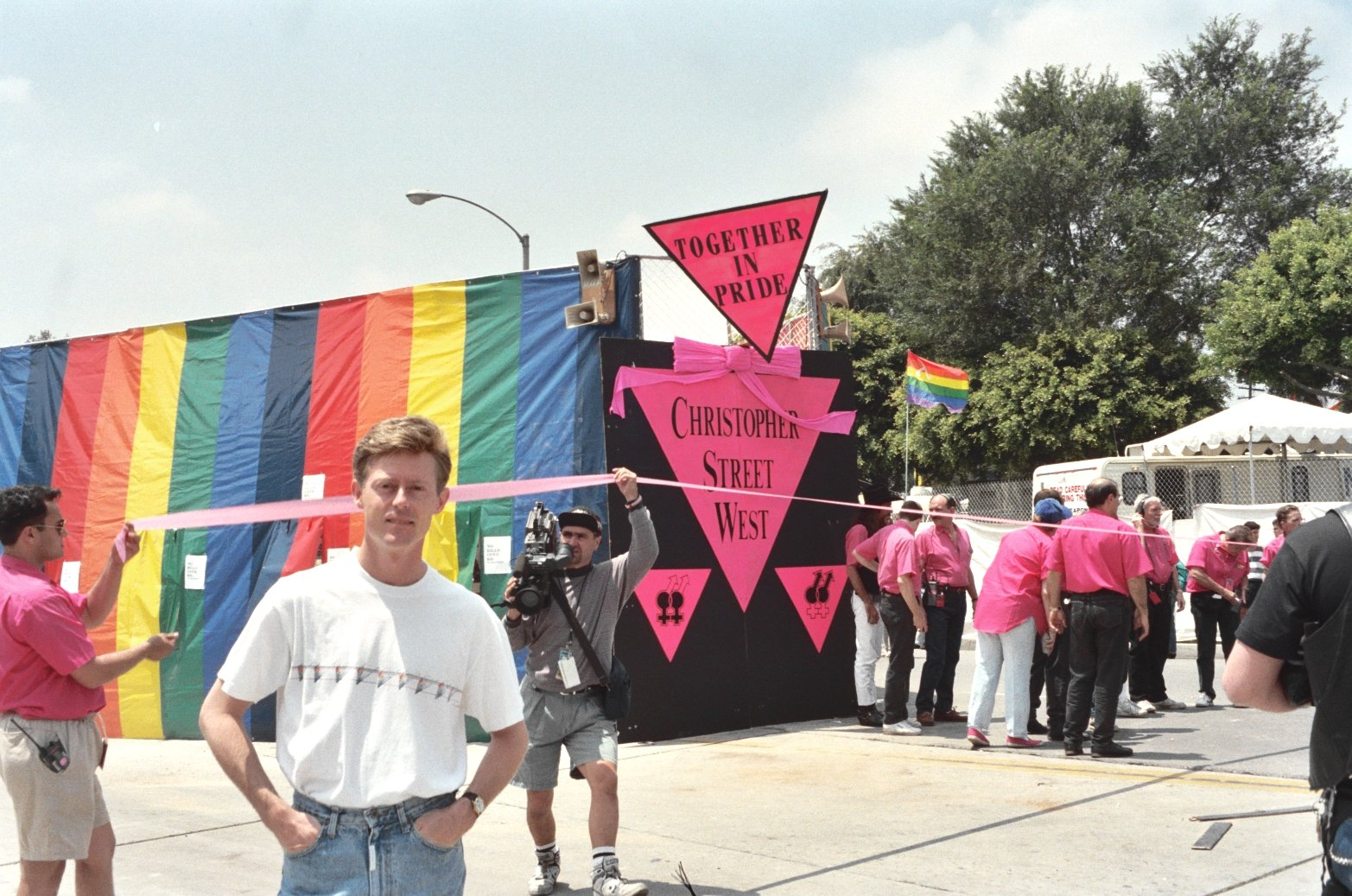
Parada do orgulho, Los Angeles, 1991.
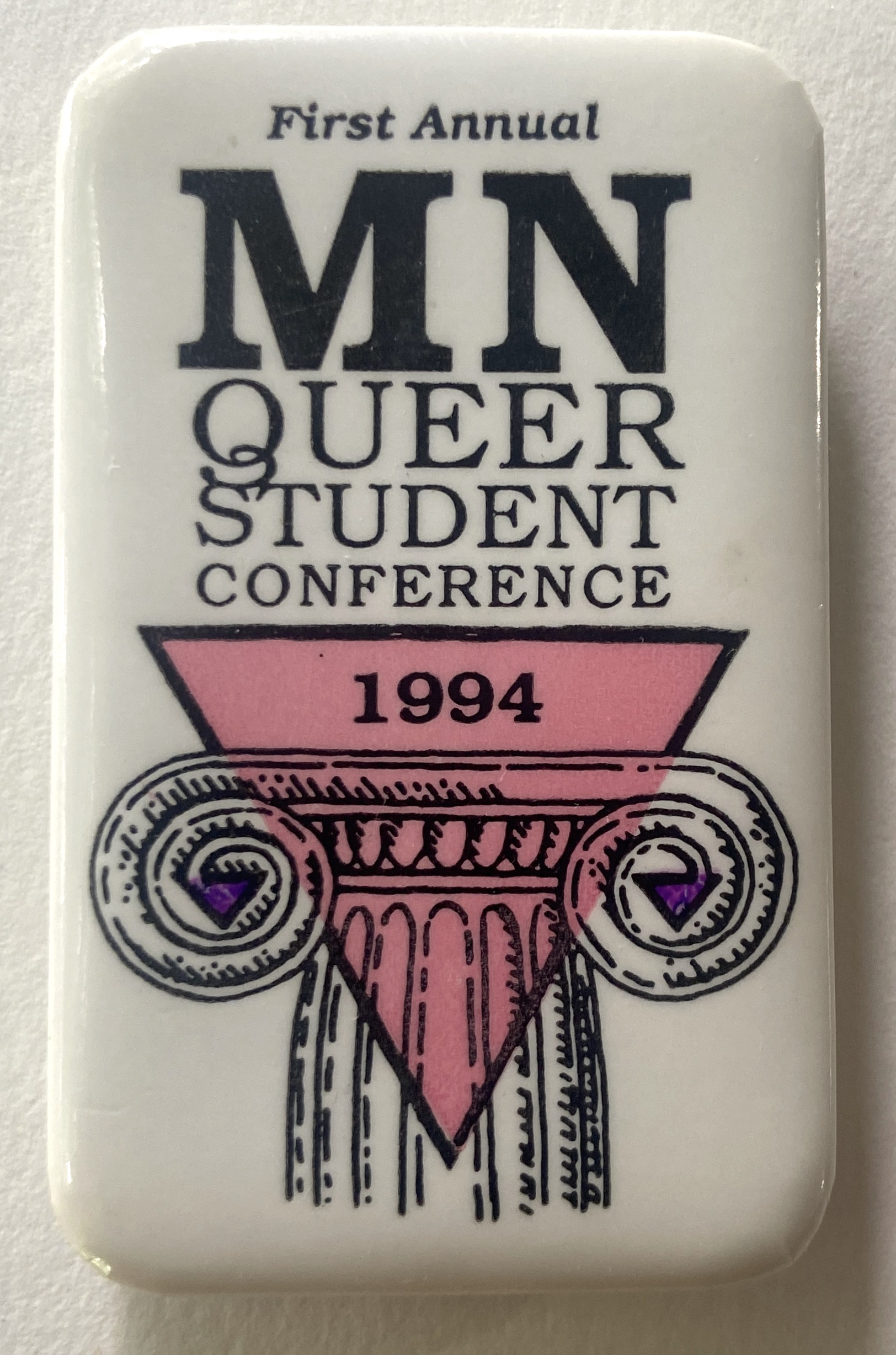
Botton da Conferência de Estudantes Queer de Minnesota, 1994.
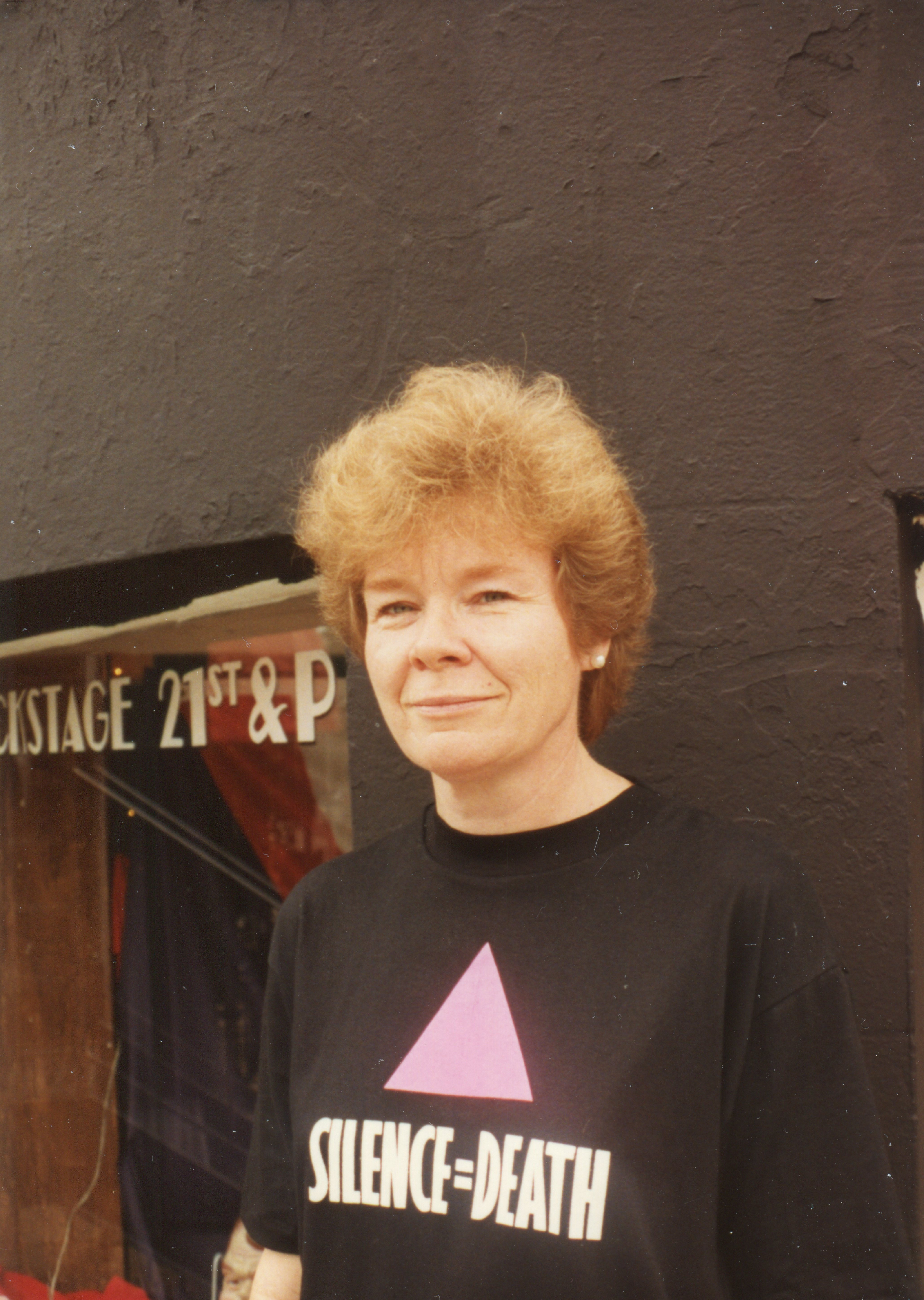
Beth Johnson, 1992
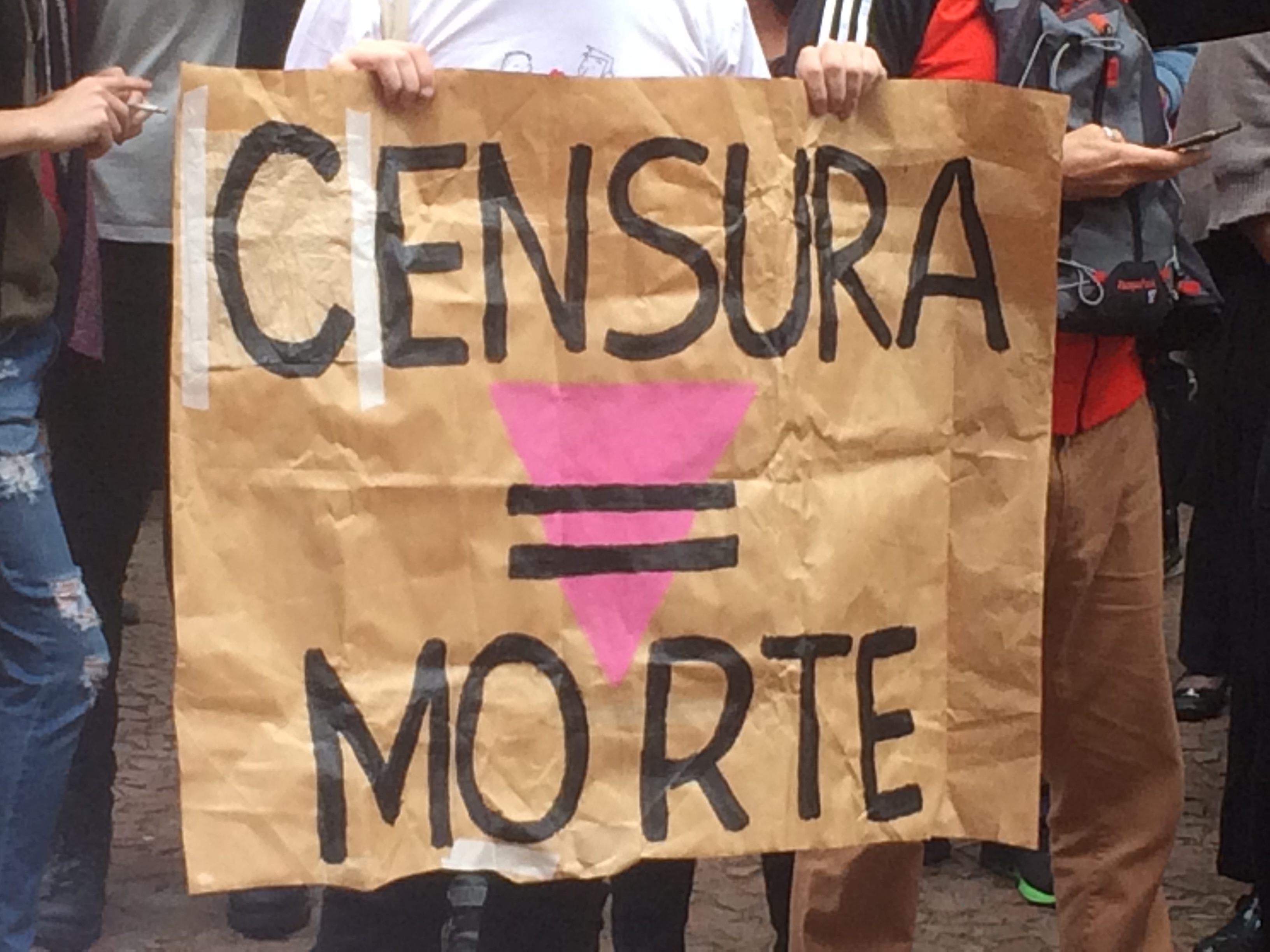
Cartaz de protesto contra a censura e fechamento da mostra Queermuseu no Santander Cultural Porto Alegre em 2017.